# Dodge Coronet
Der Dodge Coronet ist ein großer PKW, den der Automobilhersteller Chrysler unter der Automobilmarke Dodge in den Modelljahren 1949 bis 1959 und 1965 bis 1976 herstellte. 1949 war der Coronet das Spitzenmodell, um ab 1955 den niedrigsten Platz in der Modellpalette einzunehmen. Ab 1965 bezeichnete der Name das mittlere Modell von Dodge.

## 1. Generation (1949–1952)

### 1949
Der Dodge Coronet wurde als Spitzenmodell der ersten Nachkriegsmodellpalette eingeführt, darunter rangierten Wayfarer und Meadowbrook. Der Coronet war baugleich mit dem Meadowbrook, unterschied sich von diesem durch eine hochwertigere Innenausstattung und Details der Karosserie. Beide unterschieden sich vom Wayfarer durch ein verchromtes Rückleuchtengehäuse. Die Town Sedan-Variante hatte eine nochmals hochwertigere Innenausstattung der Coronet-Familie. Den Coronet gab es als 4-türige Limousine mit sechs oder 8 Sitzplätzen, 4-türigen Town Sedan und Kombi, 2-türiges Club-Coupé mit je sechs Sitzplätzen sowie als Cabriolet mit fünf Sitzen. Die Preise begannen 1949 bei 1927 USD für die Limousine und endeten bei 2865 USD für den Kombi. Der Station Wagon genannte Kombi war als Woodie mit seitlichen Holzflächen der Karosserie ausgeführt. Der 8-sitzige Sedan war als Pullman-Limousine mit vier Türen konzipiert und hatte einen verlängerte Radstand.
Der einzig verfügbare Motor war zunächst ein seitengesteuerter Reihensechszylinder mit einem einzelnen Stromberg-Einfach-Vergaser und 3769 cm3 Hubraum, der 103 brutto SAE-PS Leistung bei 3600 min−1 mit einer Verdichtung von 7,1 : 1 entwickelte. Alle Fahrzeuge waren serienmäßig mit einer manuellen 3-Gangschaltung ausgerüstet. Ein Gyromatic genanntes halbautomatisches Getriebe gab es gegen einen Aufpreis von 95 USD. Es wurde über ein Pedal im Fußraum bedient. Ein Schalthebel wurde nicht benötigt.

### 1950
Im Juni 1950 wurde die Fahrzeugpalette um ein 2-türiges Hardtop-Coupé namens Diplomat und einen „Ganzmetall“-Kombi mit dem Namen Sierra erweitert, dafür entfiel die Variante Town Sedan. Das Modelljahr 1950 erhielt kosmetische Änderungen, die hauptsächlich den Kühlergrill und die Leuchteneinheiten umfassten. 1950 wurden mehr als 260.000 Meadowbrook und Coronet hergestellt.

### 1951
Der Dodge erhielt 1951 ein weiteres Facelift, aber dieses Mal blieben die Autos für zwei Modelljahre praktisch unverändert. Der Kühlergrill des 1951er Modells ähnelte der Form des Kühlergrills von 1950, aber durch den Wegfall der dicken vertikalen Mittelstange und die Hinzufügung von sechs Lüftungsschlitzen, die horizontal zwischen der oberen und der mittleren Stange verliefen, wurde ein völlig neues Aussehen erreicht. Zum Modelljahr 1951 überschritten die Einstiegspreise die 2000 USD.

### 1952
Bis 1952 waren die Modelle noch in die Linien Wayfarer, Meadowbrook und Coronet unterteilt. Der Coronet Diplomat war das erste Hardtop-Cabriolet von Dodge, mit einem säulenlosen Stahldach, das dem zeitgenössischen Chrysler Newport nachempfunden war. Der Tachometer war rund, und die anderen vier Anzeigen waren rechteckig. Für 1952 hatte der Coronet eine lackierte untere Kühlergrill-Lamelle.

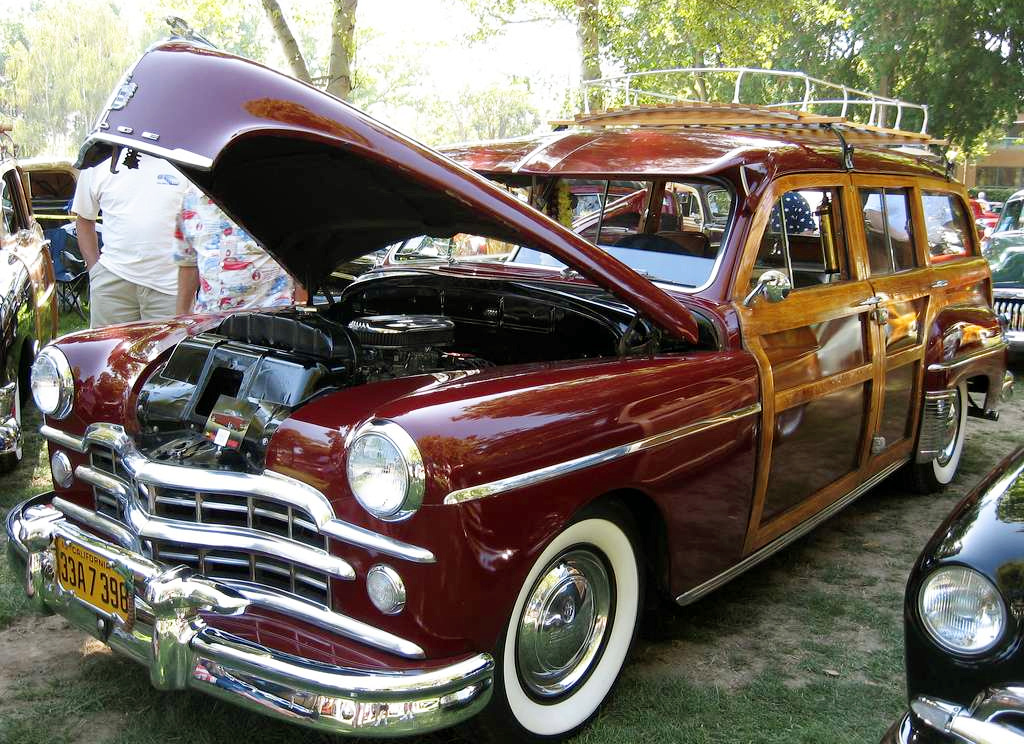
1949 Coronet 4-türige Station Wagon
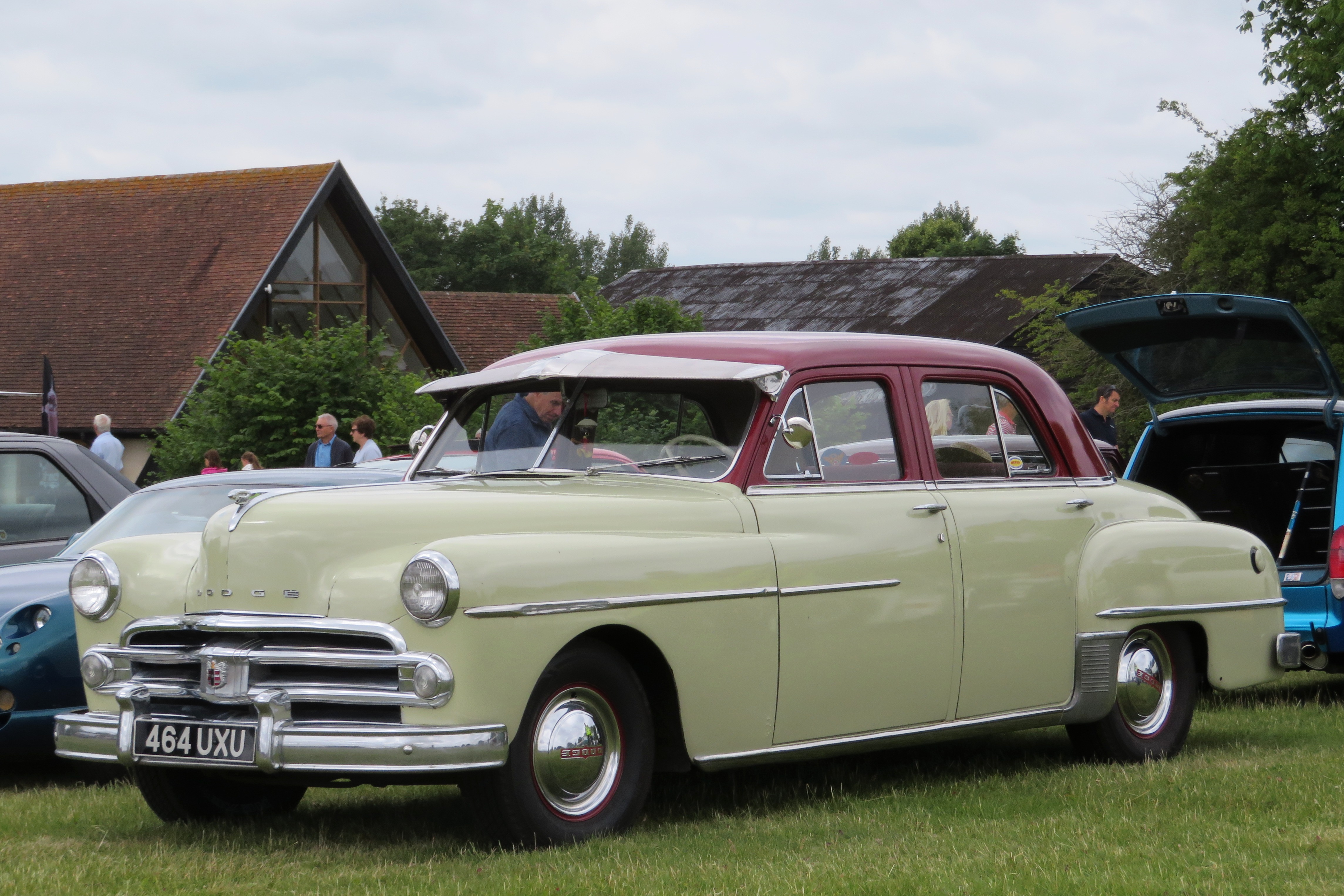
1950 Coronet 4-türige Limousine
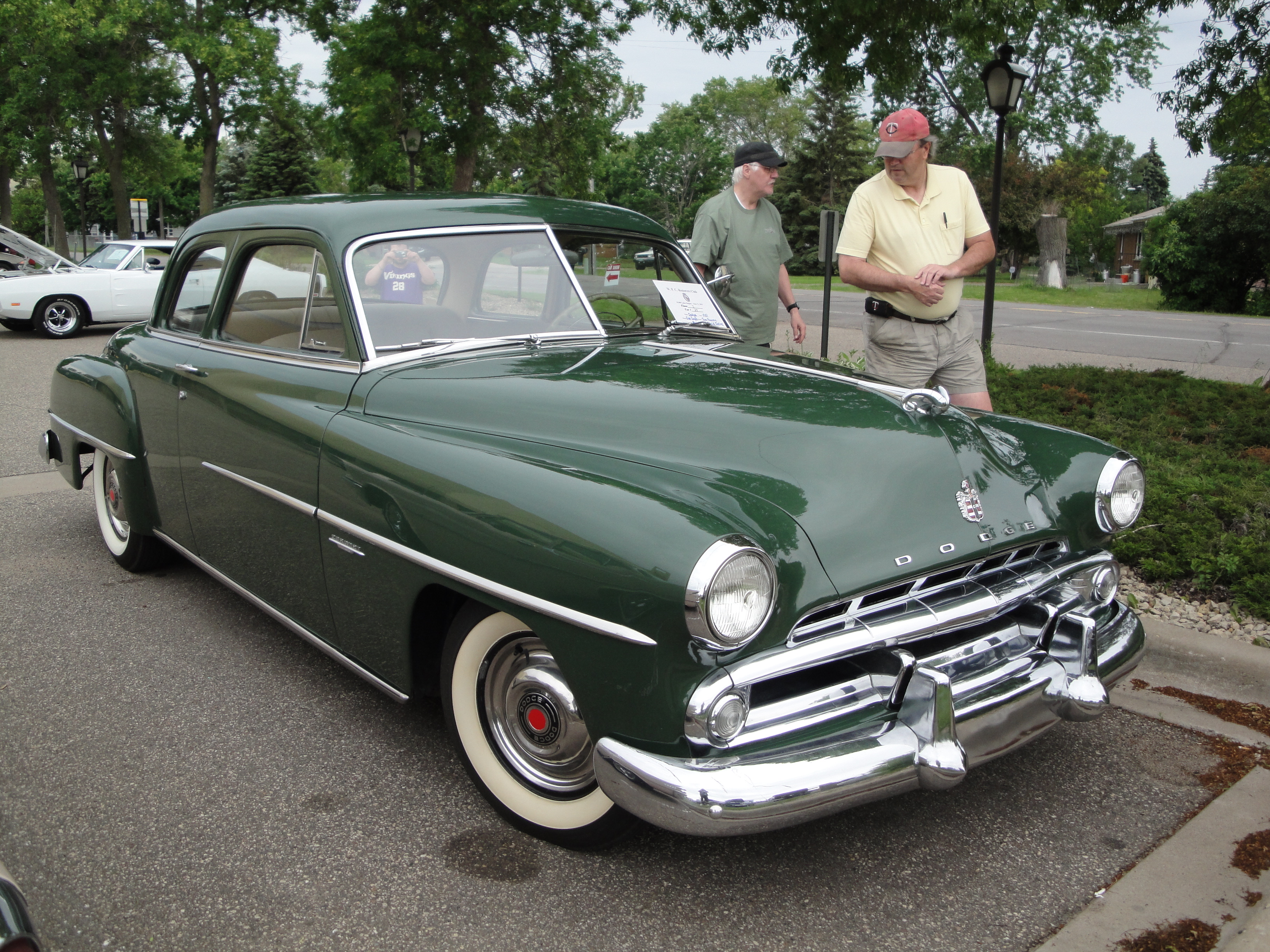
1951 Dodge Coronet Club Coupe
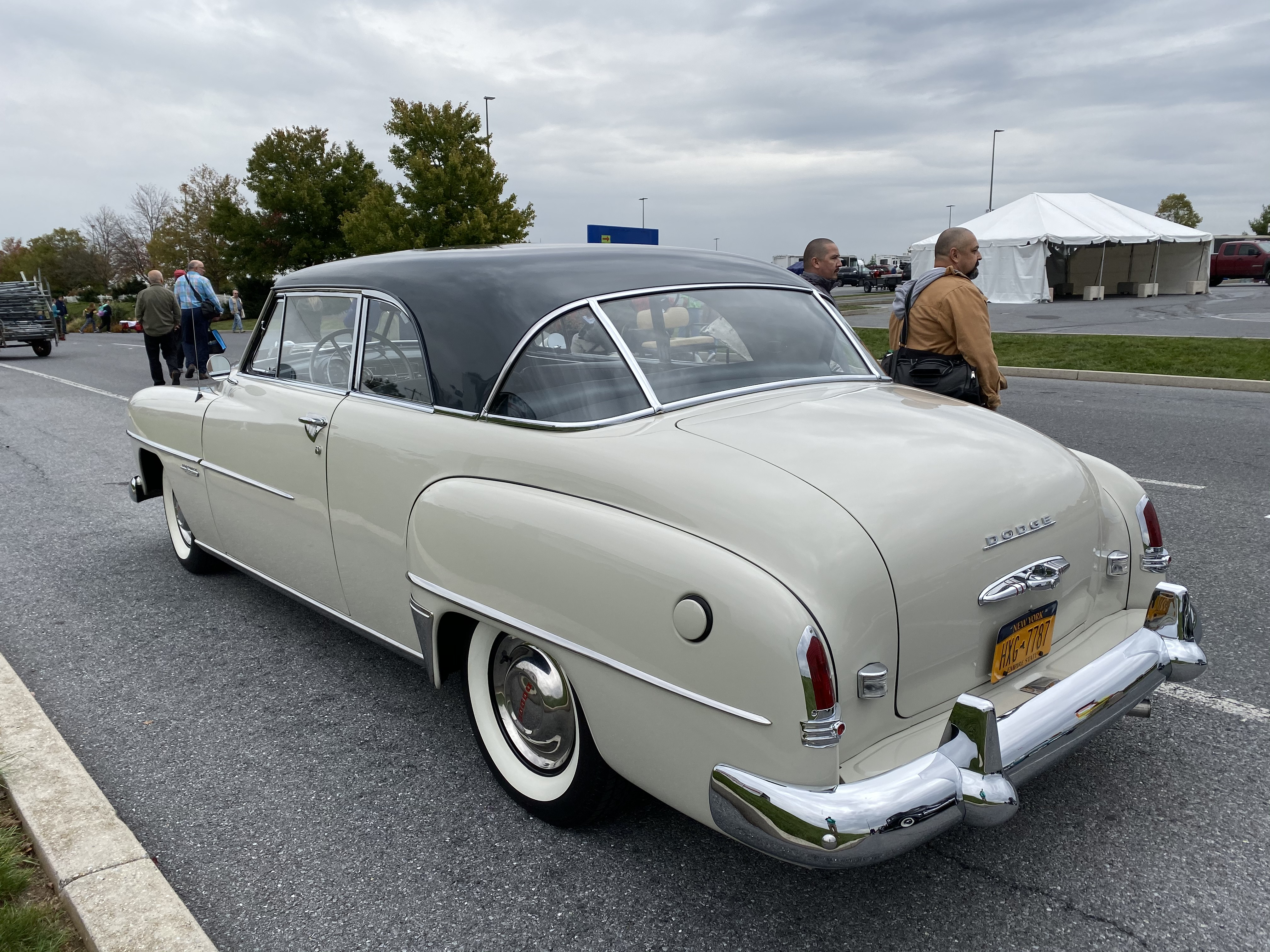
1952 Coronet Diplomat

## 2. Generation (1953–1954)

### 1953
Für das 1953er Modelljahr wurde die Karosserie grundlegend überarbeitet, so wurde u. a. die Motorhaube flacher und die Fahrzeuge erhielten eine einteilige gewölbte Windschutzscheibe. Die Heckscheibe war ebenfalls größer und weiter um die Seiten in die C-Säule herumgezogen. Damit erhielt auch der Coronet die, zu dieser Zeit typische, Pontonkarosserie. Der Coronet war die gehobene Ausstattungslinie von Dodge und beinhaltet alle Ausstattungsmerkmale des Meadowbrook und zusätzlichen Chromschmuck. Die Wayfarer-Linie wurde eingestellt. Die Fahrzeuge mit dem V8-Motor wurden als separate Serie behandelt.
Darüber hinaus wurde der Coronet auf Wunsch mit einem Hemi-V8-Motor mit 3949 cm3 Hubraum und 140 brutto SAE-PS bei 4000 min−1 ausgeliefert, der das Fahrzeug bis auf über 140 km/h beschleunigen konnte. Dieser Motor hatte hängende Ventile und halbkugelförmige Brennräume (Hemi-Motor). Mit ihm stellte das Fahrzeug über 100 Geschwindigkeitsrekorde in Bonneville Flats auf. Darüber hinaus war ab 1953 ein vollautomatisches Getriebe mit dem Namen Gyro-Torque-Drive verfügbar.

### 1954
1954 wurde oberhalb des Coronet die Baureihe Royal eingeführt, sodass der Coronet das mittlere Marktsegment bediente. Dodge steckte mehr Luxus in alle seine Modelle, zu denen auch die Meadowbrook-, Coronet- und die neue Royal-Linie gehörten. Dennoch waren die Styling-Änderungen für 1954 bescheiden. Die Chromleiste an der Motorhaubenlippe war breiter als bei den Modellen von 1953 und ein großer Chrompfosten in der Mitte des Kühlergrills ersetzte die zuvor verwendete vertikale Teilung. Der Wagen war nach wie vor mit einer vollständigen Instrumentierung ausgestattet. Der 4 Liter-V8 leistete im Coronet 150 brutto SAE-PS bei 4400 min−1. Dodge führte im Jahr 1954 ebenfalls das 2-Gang-PowerFlite-Automatikgetriebe ein. Da im Folgejahr ein grundlegend neues Modell eingeführt werden sollte, gab es wenige Änderungen.

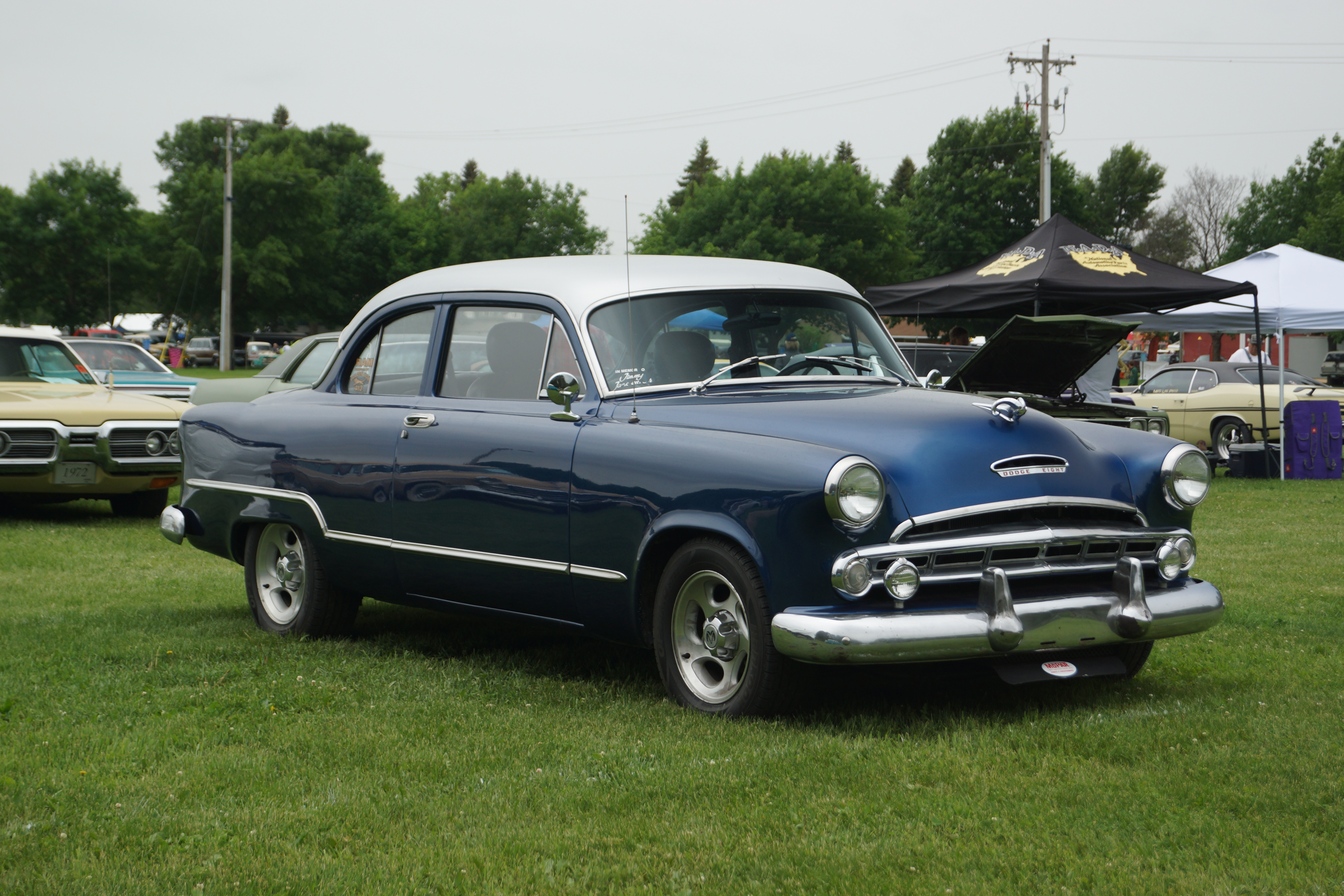
1953 Coronet Coupé
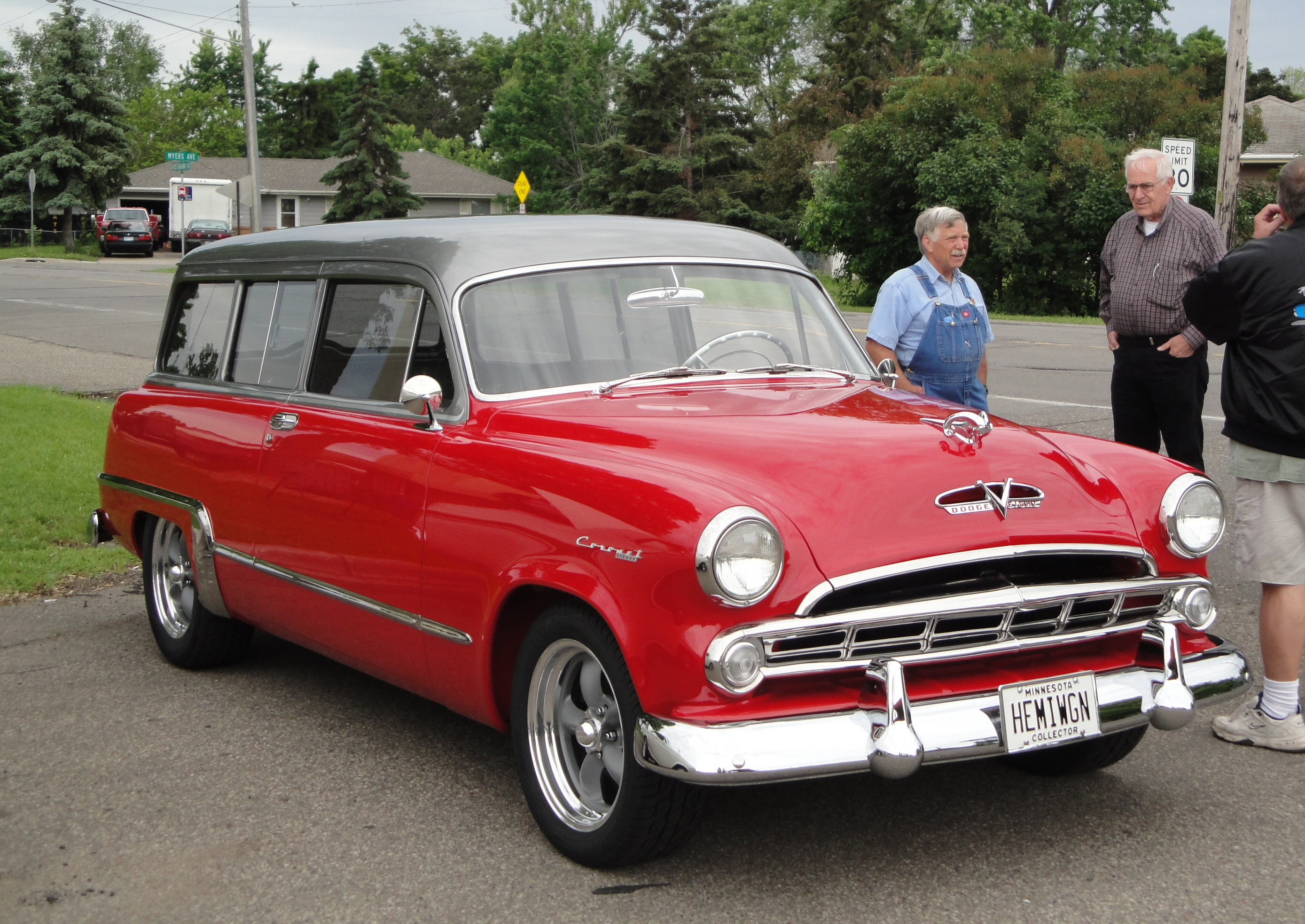
1953 Coronet Sierra

## 3. Generation (1955–1956)

### 1955
Im Jahr 1955 fielen der Wayfarer und der Meadowbrook weg, sodass der Coronet das preisgünstigste Dodge-Angebot wurde. Die mittlere Modellreihe hieß Royal und als Spitzenmodell wurde der Custom Royal eingeführt. Die Karosserie wurde vom neu eingestellten Virgil Exner komplett neu gestaltet, um moderner zu sein, was wiederum einen gesunden Anstieg der Verkaufszahlen bewirkte. Der Frontgrill war in der Mitte senkrecht von einem lackierten Steg getrennt und waagerecht durch eine große Chromspange, die um die Seiten in die Kotflügel reichte. Der Coronet hatte eine weiter in die Seite hineingezogene Panoramawindschutzscheibe. Elektrische Fensterheber waren ein neu angebotenes Extra für 102 USD. Bremskraftverstärker, Servolenkung und eine elektrische Sitzverstellung waren aufpreispflichtige Extras. Der Radstand betrug 3048 mm (120 in) und die Länge 5390 mm (212,1 in).
Angetrieben wurden die Wagen entweder von einem seitengesteuerten Chrysler Flathead-Motor als Reihensechszylinder mit 3769 cm3 Hubraum, der dank eines Doppelvergasers 123 brutto SAE-PS leistete, ein neuer Semi-Hemi mit polysphärischen Brennräumen war neu als „Red Ram“ verfügbar. Dieser hatte einen Hubraum von 4,4 Liter V8 (270 in3) und leistete 175 brutto SAE-PS bei 4400 min−1.
Ebenfalls neu war der „Super Red Ram“ als echter V8-Chrysler-Hemi-Motor mit 5211 cm3 (315 in3) Hubraum, 183 brutto SAE-PS und einem Stromberg Doppelvergaser. Dieser Motor war auch als 193 brutto SAE-PS-Variante mit einem Carter-Doppelvergaser für zusätzliche 95 USD verfügbar. Beide Motoren erreichten ihre maximale Leistung bei 4400 min−1. Alle Motoren waren im Standard an einem manuellen 3-Gang-Getriebe gekoppelt. Als Extra war eine 2-Gang-PowerFlite-Automatik bestellbar.
Es gab eine Reihe von Aufbauvarianten:
- dreitüriger Kombi mit sechs Plätzen – neu als Suburban mit V8-Motor (2427 USD) oder R6-Motor (2324 USD)
- fünftüriger Kombi mit sechs Plätzen – als der bekannte Sierra mit V8-Motor (2541 USD) oder R6-Motor (2438 USD)
- fünftüriger Kombi mit acht Plätzen – ebenfalls als Sierra mit V8-Motor (2643 USD) oder R6-Motor (2540 USD)
- zweitüriges Hardtop-Coupé mit sechs Plätzen – neu als Ausstattungspaket Lancer und nur mit V8-Motor (2256 USD)
- zweitürige Limousine mit sechs Plätzen – mit V8-Motor (2091 USD) oder R6-Motor (1988 USD)
- viertürige Limousine mit sechs Plätzen – mit V8-Motor (2171 USD) oder R6-Motor (2068 USD)

### 1956
1956 war das letzte Jahr dieses Karosseriestils vor dem Wechsel im Jahr 1957, sodass es keine wesentlichen Veränderungen an der Karosserieform gab. Später im 1956er Modelljahr war das „Lancer“-Paket auch für die Limousine und die Kombis bestellbar. Mit diesem Paket war die Auswahl aus einer Kombination von 16 Zweifarblackierungen oder 16 Kombinationen mit drei Farben verbunden. Jedoch wurde das Bordnet von 6 Volt auf 12 Volt umgestellt.
Hatte der Käufer 1955 noch die Wahl aus sechs Karosserievarianten, waren es jetzt acht. Neu in das Programm des Coronet wurden die Bauformen des Custom Royal übernommen, sodass jetzt wieder ein Cabriolet, eine Club Sedan genannte 2-türige Limousine sowie ein 4-türiges Hardtop mit Lancer-Ausstattung – bei dem die B-Säule fehlte – verfügbar waren. Der Lancer wie auch die Sierra-Kombis hatten einen V8-Motor als Standard. Vom Coronet wurden 1956 142.613 Fahrzeuge gebaut.
Die Motorleistungen stiegen abermals an. Der R6-Motor leistete 131 brutto SAE-PS, der „Red Ram“ mit 4,4 Liter Hubraum 189 brutto SAE-PS. Die „Super Red Ram“-V8-Motoren hatte jetzt ebenfalls die polysphärischen Brennräume und leisteten bei 5,2 Liter Hubraum 218 oder 230 brutto SAE-PS. Der Hemi war im Ausstattungspaket „Dodge D-500“ bestellbar.
Der D-500 war der erste Dodge-Werks-Hochleistungswagen, der zu Ehren des (D-500-1) „Super Stock“-Modells hergestellt wurde. Die einzigen äußeren Hinweise waren dezente gekreuzte karierte Flaggen und „500“-Schriftzüge auf der Motorhaube und dem unteren Heckbereich. Er war für alle Coronet-Modelle, einschließlich Kombis und zweitürigen Limousinen, bestellbar. Die Standard-Ausstattung des D-500 enthielt einen 5,2-Liter-V8 (315 in³) mit halbkugelförmigen Brennräumen (im Gegensatz zu den anderen Dodge V8s mit polysphärischen Brennräumen), eine besondere Nockenwelle, Ventilstößel, Vergaser, Zündung und Kolben. Mit einem Verdichtungsverhältnis von 9,25 : 1, einem Carter-Doppel-Register-WCFB-Vergaser und einer Zweipunkt-Verteilung lag die Spitzenleistung bei 260 brutto SAE-PS, während das Drehmoment bei 450 Nm (330 lb⋅ft) lag.
Der D-500 erhielt auch eine verbesserte Aufhängung mit stärkeren vorderen Schraubenfedern; in den Federn waren hochbelastbare Oriflow-Stoßdämpfer mit den gleichen Ventilen wie bei den Dodge-Polizeifahrzeugen montiert. Ähnliche Einheiten wurden hinten verwendet.
Die Gesamthöhe des D-500 war 38 mm (1,5 in) niedriger als die des Standard-Dodge. Der D-500 war serienmäßig mit 15×5,5-Zoll-Rädern mit schlauchlosen 7,60×15-Zoll-Reifen ausgestattet. Neu für die Sicherheit waren Sicherheitstürschlösser.
Ab Jahresmitte 1956 war eine „D-500-1“-Version bestellbar. Der D-500-1 (der erste 500er, der von der NASCAR vorgeschrieben wurde) war für NASCAR-Wettbewerbe gedacht. Er hatte eine noch steifere Federung als der D-500. Der Motor erhielt eine Verdichtung von 8,25 : 1, größere Ventile (ca. 18 % größer im Durchlass), eine Full-Race-Nockenwelle und einen doppelten Ansaugkrümmer mit zwei Carter-Doppelregister-WCFB-Vergasern. Damit leistete er zu 295 brutto SAE-PS. Es war das ab Werk schnellste Auto in diesem Jahr.

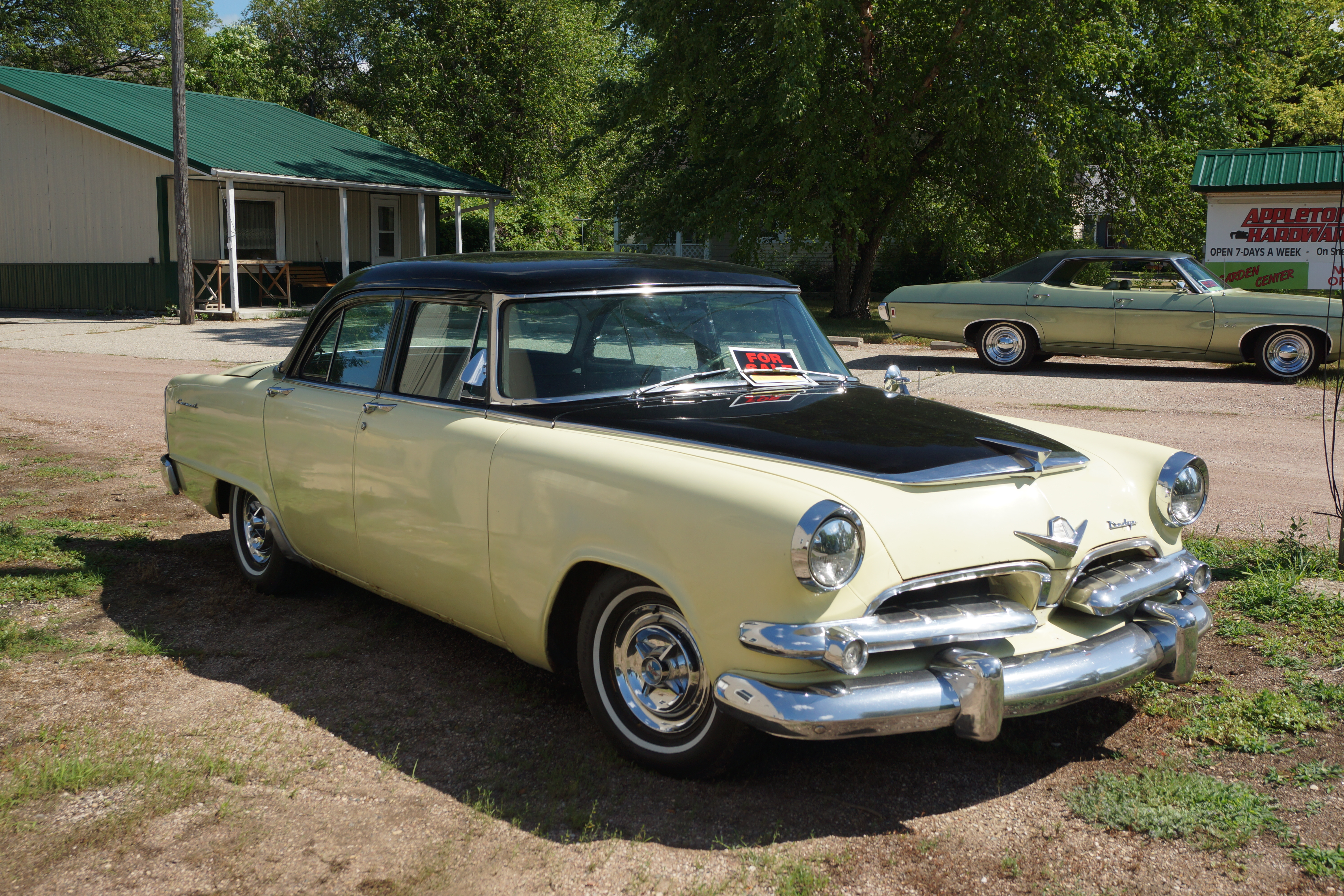
1955 Dodge Coronet
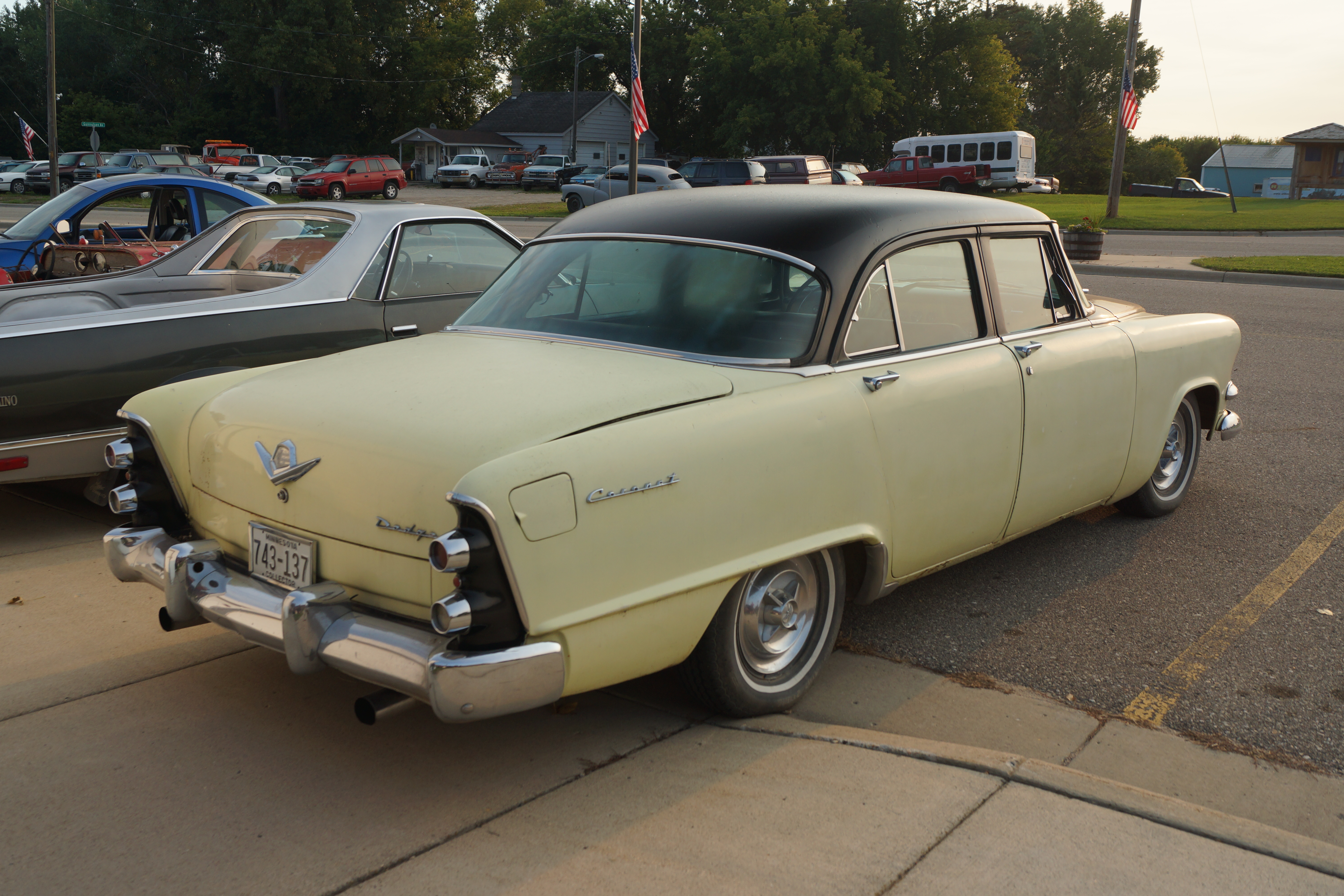
1955 Dodge Coronet Heckansicht
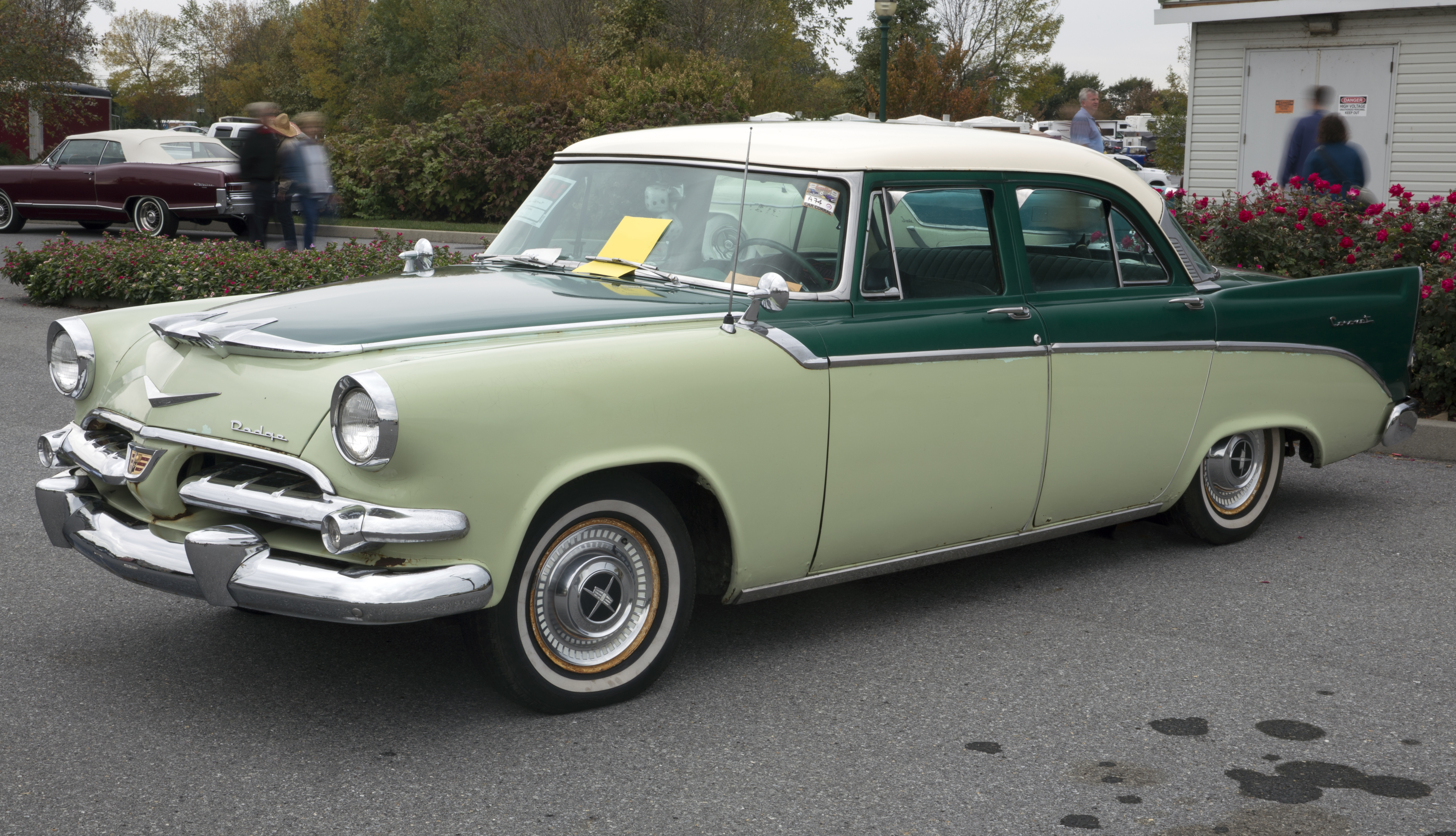
1956 Dodge Coronet Lancer

## 4. Generation (1957–1959)

### 1957
Die 4. Generation wurde für 1957 abermals komplett neu gestaltet. Die neuen Modelle des Coronet, des Royal und des Custom Royal basierten auf der Plattform der zum Chrysler-Konzern gehörenden Marke DeSoto, waren aber mit weniger Chromschmuck ausgestattet. Die Karosserien waren länger, breiter und flacher als alle bisher gebauten Modelle. Neu im Dodge-Design war der ab 1955 bei Chrysler unter der Regie von Virgil Exner eingeführte „Forward Look“. Die beim 1955/56er angedeuteten Heckflossen waren nunmehr deutlich als solche erkennbar und wurden durch eine entsprechende Lackierung bzw. durch Chromleisten zusätzlich hervorgehoben. Den Frontgrill trennten 1957 zwei mächtige Querspangen.
Den Coronet gab es weiterhin als 4-türige Limousine, 2-türigen Club Sedan (Limousine), Lancer mit zwei oder vier Türen sowie als 2-türiges Cabriolet jeweils mit 6 Sitzplätzen. Die Lancer-Modelle waren mit einem V8 bestückt, während man bei beiden Limousinen die Wahl zwischen Reihensechszylinder oder gegen Aufpreis V8 hatte. Die Kombis bildeten eine eigene Modellreihe als Station Wagon.
Als Motoren waren der 3,8-Liter-Sechszylinder (230 in3) mit 138 brutto SAE-PS oder der 5,3-Liter-V8 (325 in3) „Red Ram“ mit 245 brutto SAE-PS verfügbar.
Die im Vorjahr eingeführte D-500-Option, bildete ebenfalls ein eigenes Modell mit einem größeren 5,3-Liter-Motor (325 in3) und leistete 285 brutto SAE-PS oder als Super D-500 sogar 310 brutto SAE-PS. Leistungsstärkstes Aggregat war der D-501 mit 5,8 Liter Hubraum (354 in3) und 340 brutto SAE-PS bei 5200 min−1, der ab Jahresmitte angeboten wurde.
Alle Fahrwerke bekamen Frontstabilisatoren.

### 1958
Für das Modelljahr änderte sich nicht viel. Die vorderen und hinteren Stoßstangen wurden zur Modellpflege geändert, ebenso der Grill. Im Jahr wurden 77.388 Coronets verkauft. Das Hauptaugenmerk von Dodge galt der Leistungssteigerung und der Verbesserung der Motoren.
Neu im Programm war ein „Ram Fire“ genannter V8-Motor mit 5,7 Liter Hubraum (350 in3) und 295 brutto SAE-PS. Der D-500 und ein „Super D-500“ benannter Motor hatten 5,9-Liter-V8 (361 in3) mit 305 bzw. 320 brutto SAE-PS. Zusätzlich gab es eine Variante mit 333 brutto SAE-PS und elektronischer Benzineinspritzung.

### 1959
Die Front wurde überarbeitet. Die Stoßstange und der Grill wurde wuchtiger. Die Scheinwerfergehäuse flossen mehr in die Kotflügel und die Heckflossen erschienen spitzer. Ebenfalls neu für 1959 war ein Drehsitz. Ein Zug an einem Hebel der Sitze ließ diese herausschwingen, um ein bequemeres Einsteigen zu ermöglichen. Es gab für die Fahrzeuge mit V8 als Extra eine selbstnivellierende Luftfederung namens „LevelFlite“ für 127 USD. Die Gesamtlänge stieg auf 5522 mm (217,4 in) bei gleichbleibendem Radstand.
Dodge überarbeitete auch für diese Modelljahr die Motoren. Der „Red Ram“ hatte etwas mehr Hubraum 5,34 Liter (326 in3) – vorher 5,33 und leistete 255 brutto SAE-PS. Der D-500 war der erste der seit mehr als 10 Jahren von Chrysler verwendeten 6,3 Liter (383 in3) in einem Dodge. Im D-500 leistete er 320 und im „Super D-500“ 345 brutto SAE-PS bei 5000 min−1. Dieses Extra addierte 540 USD zum Fahrzeugpreis von modellabhängigen 2585 bis 3039 USD. Es entschieden sich 136.200 Kunden für einen der V8-Motoren und 15.600 für einen Reihensechser.
Im Modelljahr 1960 wurde der Coronet durch das Modell Dart Seneca/Pioneer ersetzt.

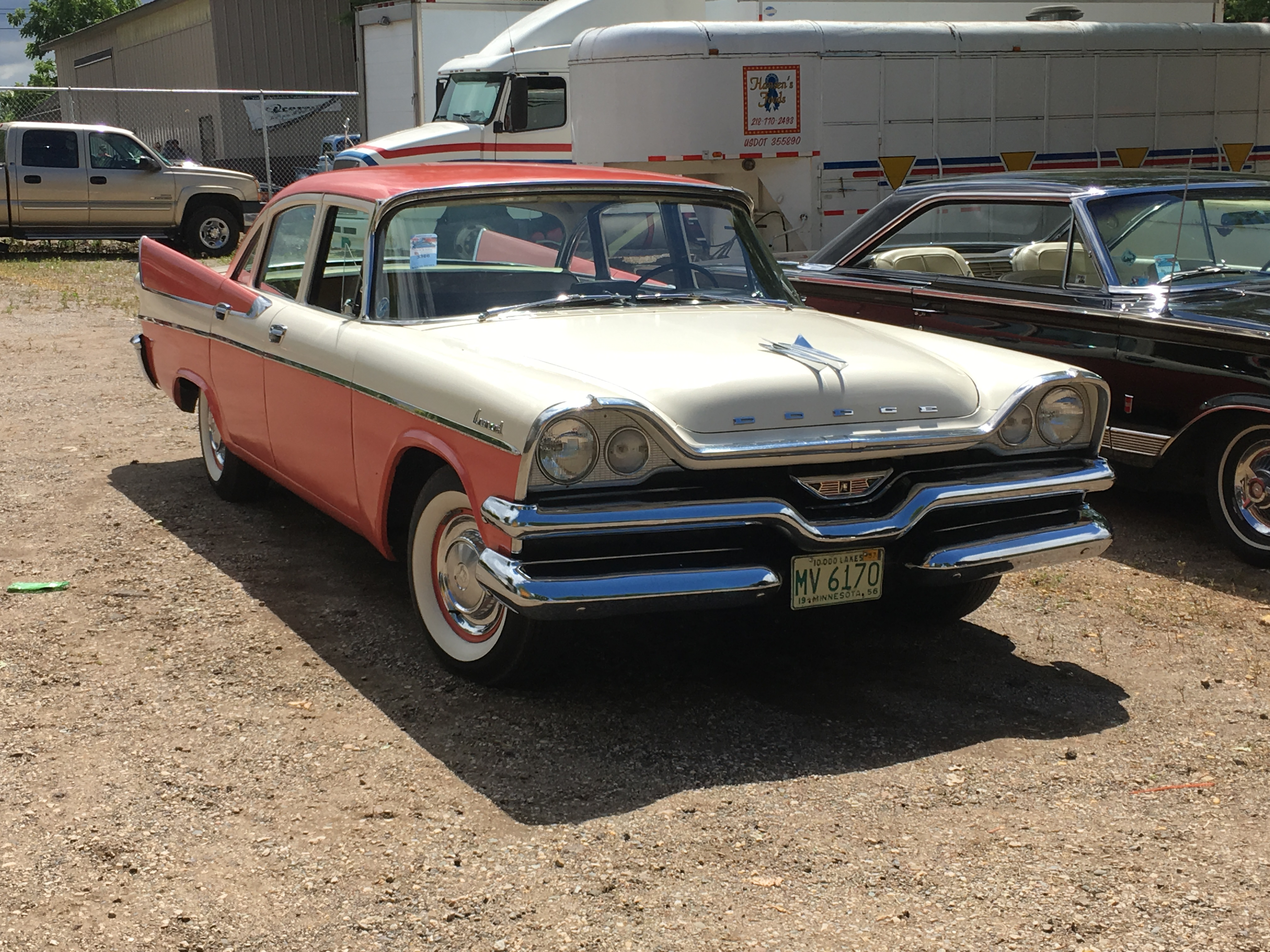
1957 Coronet Limousine 4-türig
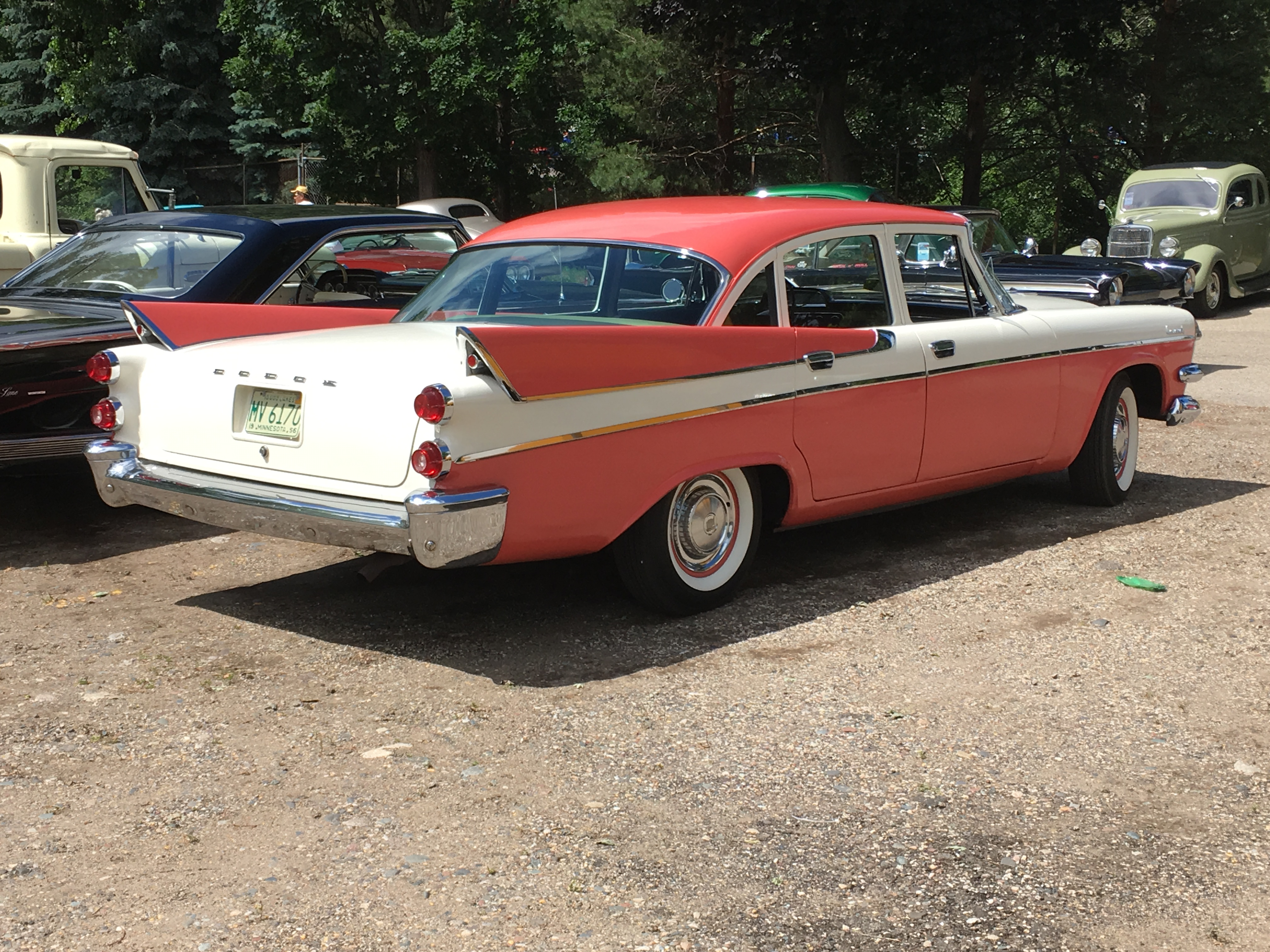
1957 Coronet Limousine 4-türig
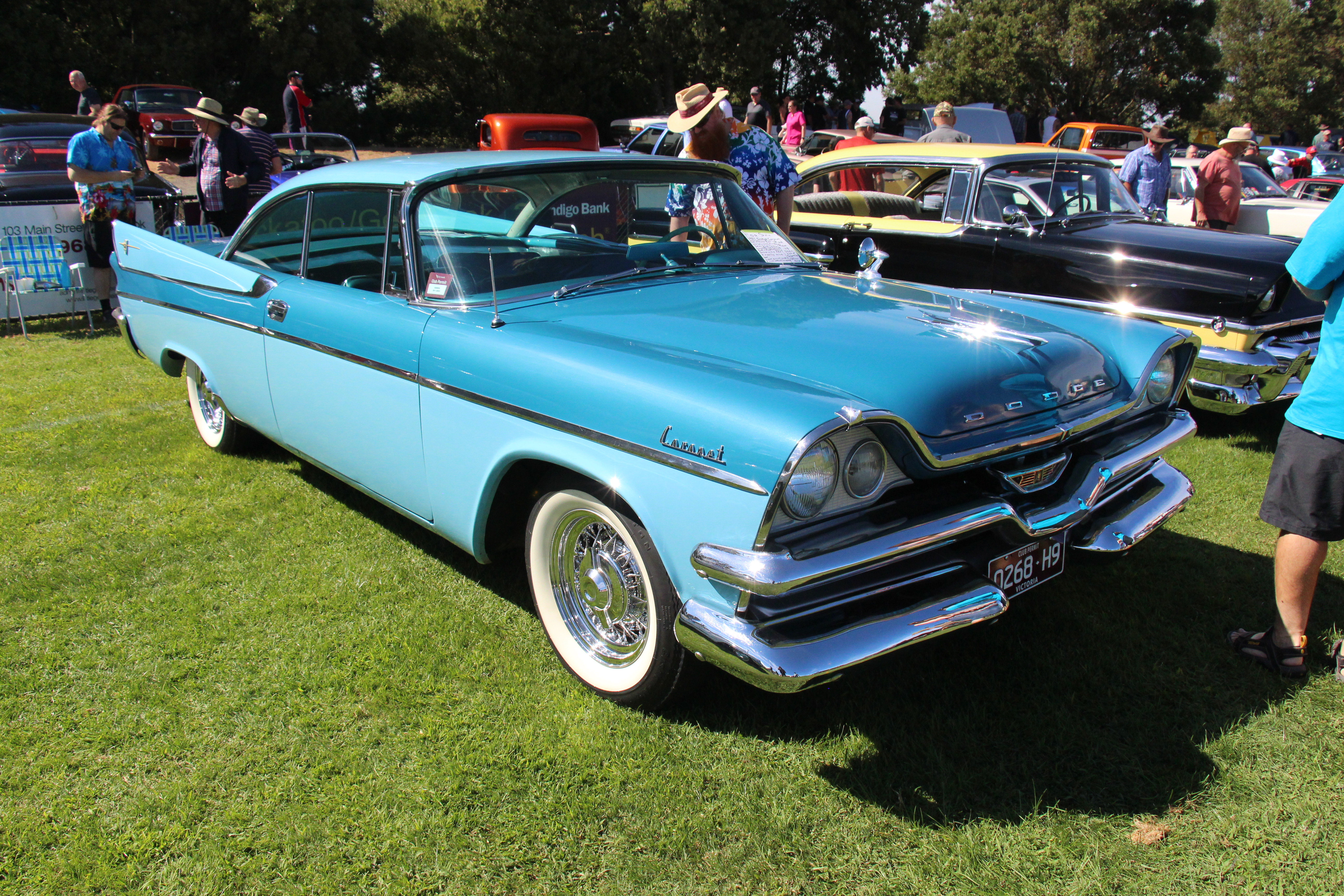
1957 Coronet Lancer Hardtop 2-türig
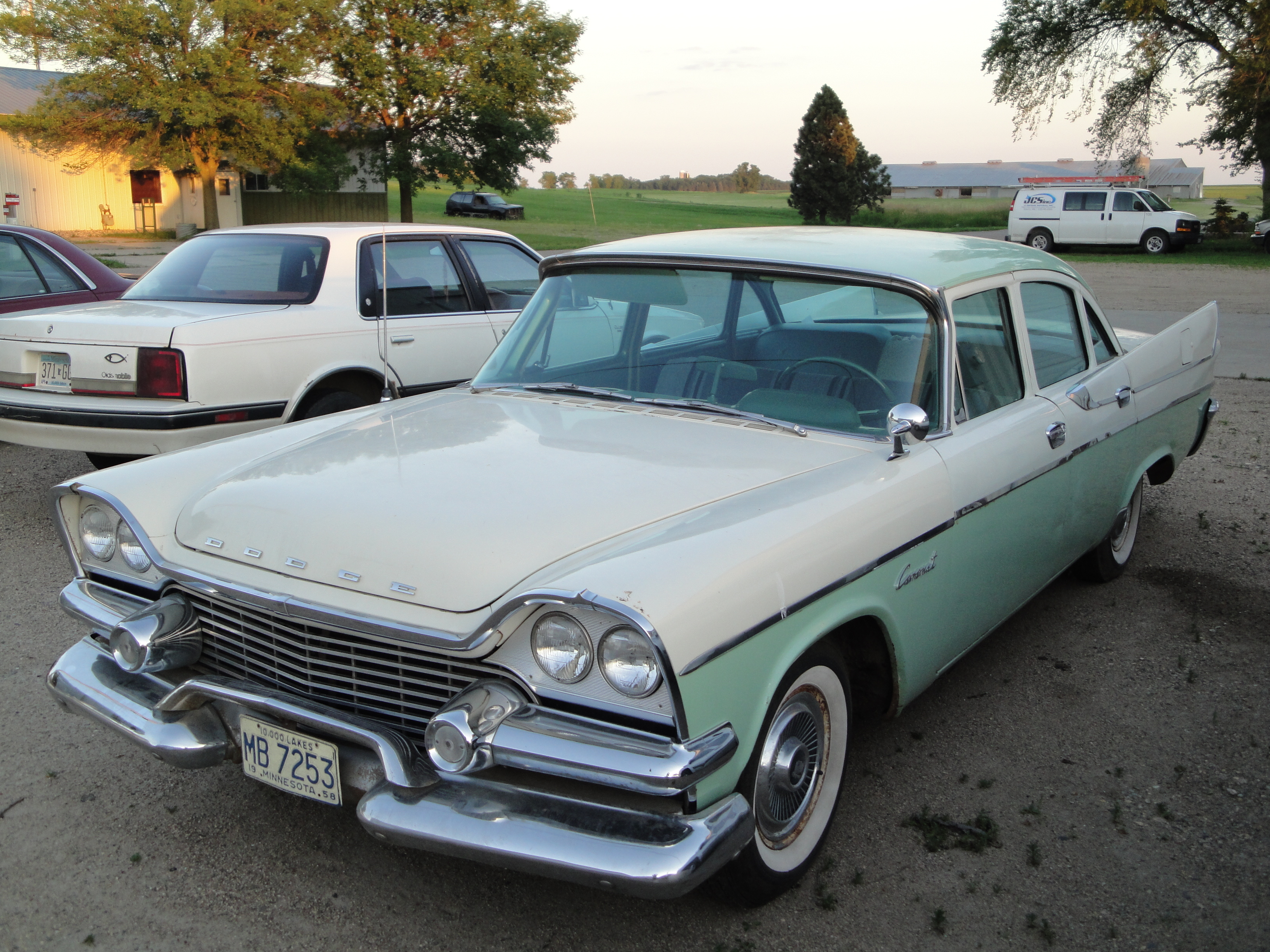
1958 Coronet Limousine 4-türig
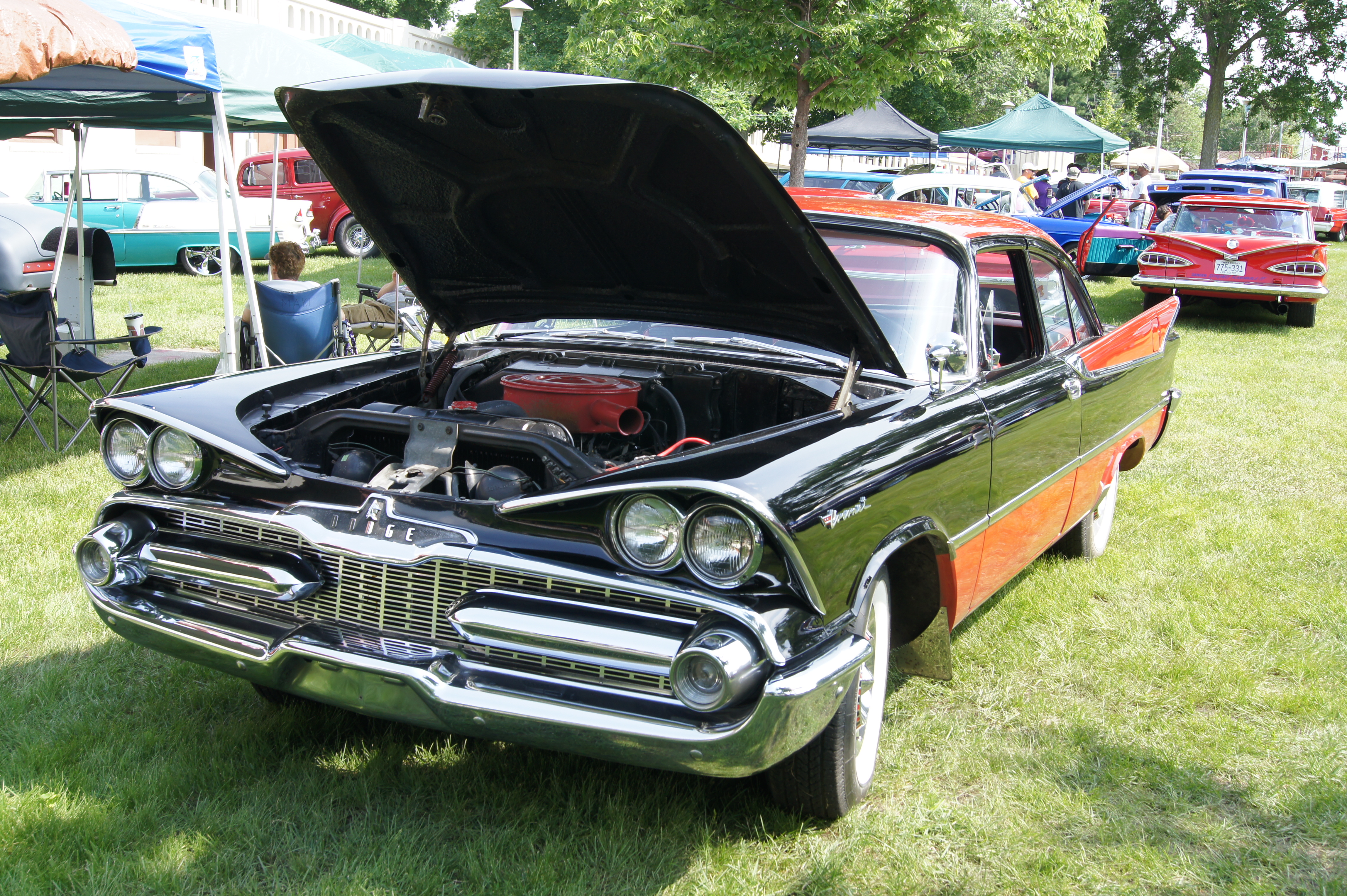
1959 Coronet Limousine 2-türig
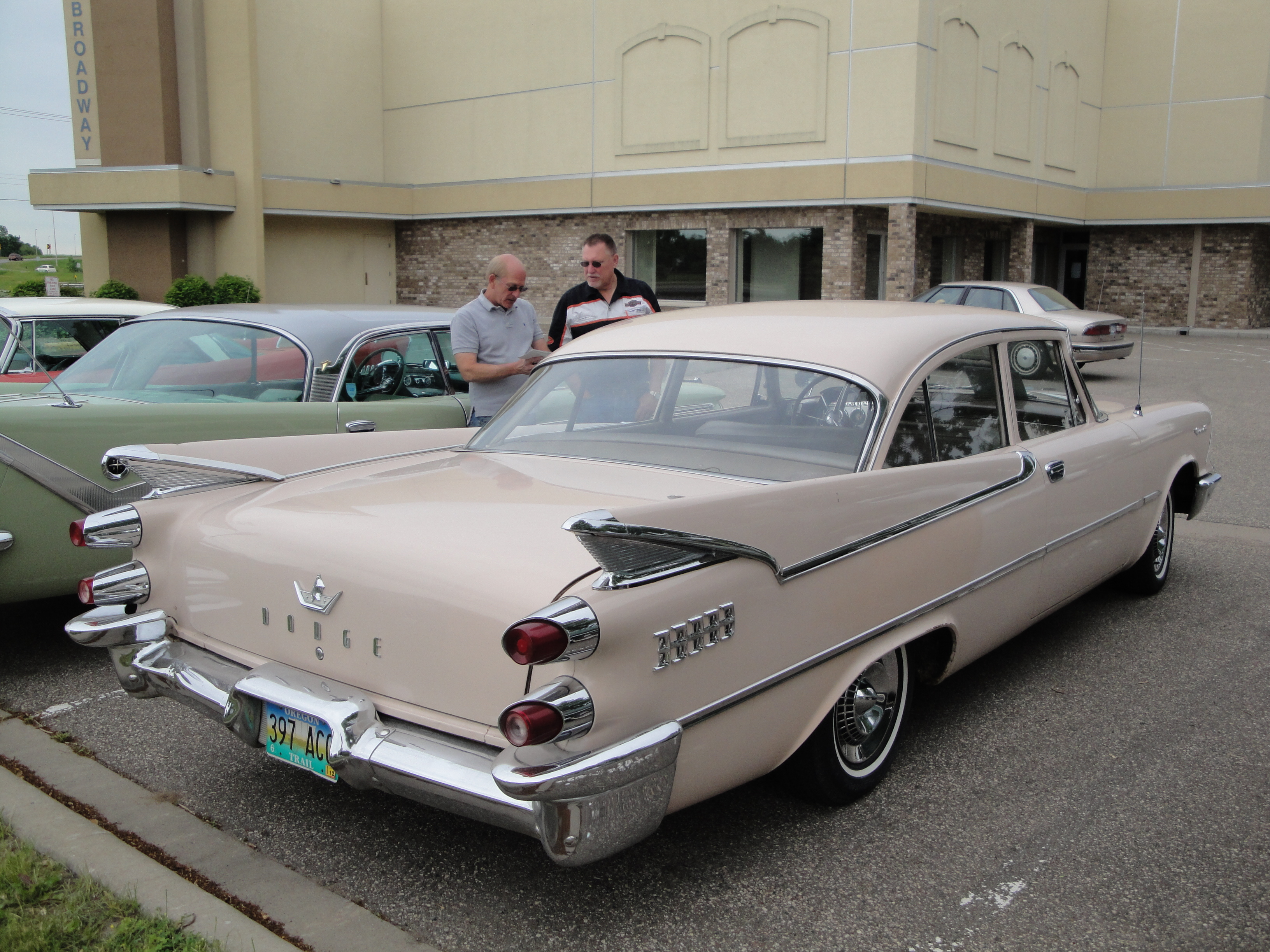
1959 Coronet Limousine 2-türig

## 5. Generation (1965–1970)

### 1965
Ab 1965 trug die mittlere Modellreihe von Dodge den Namen Coronet. Das Fahrzeug war zwar länger als die Mitbewerber Chevrolet Chevelle oder Ford Fairlane, aber schmaler als das Full-Size Car Dodge Polara. Das Modell war u. a. als viertürige Limousine, zweitürige Limousine und Kombi mit jeweils sechs Sitzplätzen verfügbar. Basismotorisierung waren 6-Zylinder-Reihenmotoren, optional waren aber auch V8-Motoren bestellbar. Für das Jahr 1965 verkaufte Dodge etwas mehr als 209.000 Einheiten, was den Coronet zum beliebtesten Modell von Dodge in diesem Jahr machte. Die Ausstattungsvarianten waren zunächst der Basis-Coronet, der Coronet 440 und der Coronet 500, der das leistungsstärkste Modell bildete.
Die Mitte der Coronet-Baureihe war der 440 und war auch als zweitüriges Hardtop und Cabrio mit sechs Plätzen oder Kombi mit sechs oder neun Sitzplätzen erhältlich. Die Bezeichnung 440 deutete nicht auf den Hubraum hin, wie allgemein angenommen wurde (sowohl damals als auch heute, was den Verkäufen in gewissem Maße half). Die Nomenklatur war ein Überbleibsel aus der 1963-64er Polara-Serie. Die Coronet 440 gab es mit Sechs- oder Achtzylindermotoren.
Die Spitze der Coronet-Baureihe war der Coronet 500, der ebenfalls 1965 als zweitüriges Hardtop-Coupé, bei dem die B-Säule fehlte, oder als Cabriolet erhältlich war. Etwas mehr als 33.300 Einheiten wurden 1965 vom 500 verkauft, der serienmäßig über einen 4,4-Liter-V8-Motor (273 Kubikzoll), Außenverkleidung und Plaketten, Schalensitze und ein gepolstertes Armaturenbrett verfügte.
Die Coronets wurden im Chrysler-Montagewerk in Los Angeles sowie im Lynch Road Montagewerk in Detroit und im St. Louis Werk in Missouri hergestellt. Die Motoren, die für 1965 angeboten wurden, umfassten:
- 3,7 Liter (225 in3 Slant-Six) mit 145 brutto SAE-PS,
- 4,5 Liter (273 in3) mit 180 brutto SAE-PS,
- 5,2 Liter (318 in3) mit 230 brutto SAE-PS,
- 5,9 Liter (361 in3) mit 265 brutto SAE-PS,
- 6,3 Liter (383 in3) mit 330 brutto SAE-PS und
- 7,0 Liter (426 in3) in verschiedenen PS-Ausführungen von 365 bis 425 brutto SAE-PS.

Die Preise für eine 2-türige Sechszylinder-Limousine begannen bei 2228 USD und endete bei 2852 USD für das Coronet 500 Cabriolet. Ein manuelles 3-Gang-Schaltgetriebe war der Standard, ein 4-Gang-Schaltgetriebe oder die 3-Gang-TorqueFlite-Automatik gab es gegen Aufpreis.

### 1966
Für das Modelljahr wurde das Modell komplett überarbeitet. Die Ausstattungsvarianten waren zunächst der Basis-Coronet, der Coronet 440 und der Coronet 500. Zusätzlich wurde der Coronet Deluxe eingeführt, der zwischen dem Basis-Coronet und dem Coronet 440 lag. Die Karosserie wurde um fast 25 mm kürzer, aber auch breiter. Der Grill und die Beleuchtung wurden verändert. Die Deluxe-Serie war als viertürige und zweitürige Limousine sowie als Kombi mit jeweils sechs Sitzplätzen verfügbar. Ein Basis-Coronet-Kombi wurde nicht angeboten.
Die mittlere Variante 440 war genauso verfügbar wie der Coronet 500. Die Unterschiede in den Modellen bestanden in Chromzierrat und Vollschaumstoffsitzen statt Federkernen. Der Coronet 440 Kombi war wie in den Vorjahren auch mit 9 Plätzen bestellbar. An der Modellauswahl änderte sich nichts, jedoch war zusätzlich zum zweitürigen Coupé und Cabriolet ein viertüriger Coronet 500 verfügbar. Für die Limousine und das Cabriolet war ab diesem Jahr der 3,7 Liter (225 in3) R6-Motor mit 145 brutto SAE-PS Standard, während in allen anderen Modellen als Basis der 4,5 Liter (273 in3) mit 180 brutto SAE-PS diente.
Bis 1968 sollte es keinen Coronet 500 Kombi geben.
Das Motorenangebot umfasste:
- 3,7 Liter (225 in3 Slant-Six) mit 145 brutto SAE-PS,
- 4,5 Liter (273 in3) mit 180 brutto SAE-PS,
- 4,5 Liter (273 in3) als High-Performance-Version mit 235 brutto SAE-PS,
- 5,2 Liter (318 in3) mit 230 SAE-PS,
- 5,9 Liter (361 in3) mit 265 brutto SAE-PS, für den es das letzte Jahr war,
- 6,3 Liter (383 in3) mit 270 oder 325 brutto SAE-PS,
- 7,0 Liter (426 in3) mit 425 brutto SAE-PS,
- 7,2 Liter-Wedge (440 in3) mit 365 SAE-PS.

### 1967
1967 bekam es ein umfangreicheres Facelift, zusätzlich wurde Coronet R/T eingeführt. Der Coronet R/T war als zweitüriges Hardtop oder Cabriolet erhältlich. Der Standardmotor war der größte Motor von Chrysler, der 7,2 Liter (440 in3) V8-Motor, der 375 SAE-PS leistete und den Namen „Magnum“ trug.
Es waren 15 Außenfarben verfügbar. Diese Modelle konnten auch mit dem noch leistungsstärkeren „Race-Hemi“-Motor ausgestattet werden. Der Motor hatte dann 7,0 Liter (426 in3)Hubraum mit 425 brutto SAE-HP bei einer Verdichtung von 10,5 : 1. Die Coronet 500 Modelle hatten, wie der Dodge Charger, Einzelsitze vorn.
Die Hemi-Coronets beschleunigten in 6,1 Sekunden von 0 auf 100 km/h. Vom Coronet 500 wurde 340 Hardtop-Coupés und 21 Cabriolets verkauft.
Ab 1967 entschied Chrysler, dass der Hemi nur noch in den Muscle Cars mit Markenzeichen erhältlich sein sollte: dem Dodge Charger und Coronet R/T und dem Plymouth Belvedere GTX. Die Top-Motorisierung für den Rest der Coronet-Reihe sollte der 6,3 Liter (383 in3) sein.
Weitere Antriebe waren neben den bereits 1966 verwendeten Motoren:
- 7,2 Liter-Wedge (440 in3) mit 375 SAE-PS sowie der
- 7,2 Liter-Magnum (440 in3) mit 375 SAE-PS.

### 1968
Das neue Modelljahr startete mit einem kompletten Restyling mit modernen größeren und runderen Karosserien im „Coke-Bottle“-Design. Der Basis-Coronet entfiel. Den Einstieg bildete die Deluxe Serie, dann folgte der Coronet 440 und nach dem Coronet 500 der R/T. Während die erstgenannten Varianten sowohl mit Reihensechszylinder- als auch mit V8-Motoren angeboten wurden, war der R/T ausschließlich mit V8 zu haben. Zur Modellpalette gehörten auch ein Hardtop-Coupé und ein Convertible. Weitere 440-Modelle gab es auch als 2-türige oder 4-türige Limousinen mit dem 5210 cm3 (318 in3) V8-Motor mit einer Leistung von 230 brutto SAE-PS.
Ein neues Coronet-Modell, bekannt als Coronet Super Bee (oft als eigene Modellreihe bezeichnet), wurde ebenfalls 1968 eingeführt.
Motorseitig gab es die gleichen Maschinen wie die 1966 und 1967 verwendeten Motoren. Zusätzlich gab es noch:
- 5,6 Liter (340 in3) mit 275 brutto SAE-PS, für den es das letzte Jahr war,
- 6,3 Liter (383 in3) mit 290 brutto SAE-PS mit 2-fach-Vergaser oder 300 brutto SAE-PS mit 4-fach-Vergaser.

### 1969
Es gab wenige Änderungen. Die üblichen Modernisierungen von Grill und Scheinwerfer und Heckleuchten gehörten dazu. Die bekannten Karosserievarianten waren weiterhin verfügbar.
Den Coronet und den baugleichen Plymouth Belvedere gab es 1969 mit 426-S-Muscle-Car-Ausstattung. Das schloss die berühmte 426er-Chrysler-Hemi-V8-Maschine mit 6980 cm3 Hubraum und 425 brutto SAE-PS ein. In diesem Jahr gab es auch das 440er-Modell mit Doppel-Registervergaser und 7210 cm3 Hubraum. Seine Leistung war mit 375 brutto SAE-PS angegeben.

### 1970
Optisch gab es 1970 größere Änderungen. Der Frontgrill wurde komplett neu gestaltet und rahmte die Frontscheinwerfer ein. Die separate Stoßstange entfiel durch dieses Design. Technisch gab es nichts Neues. Motoren und Ausstattung blieben gleich zu den Vorjahren. Der R/T kostete im Einstieg gut 1000 USD mehr als das Coronet Deluxe Coupé mit sechs Zylindern. Stärkster Motor blieb der 426 Street-Hemi, der mit zwei 4-fach-Vergasern 425 brutto SAE-PS bei 5000 min−1 leistete.

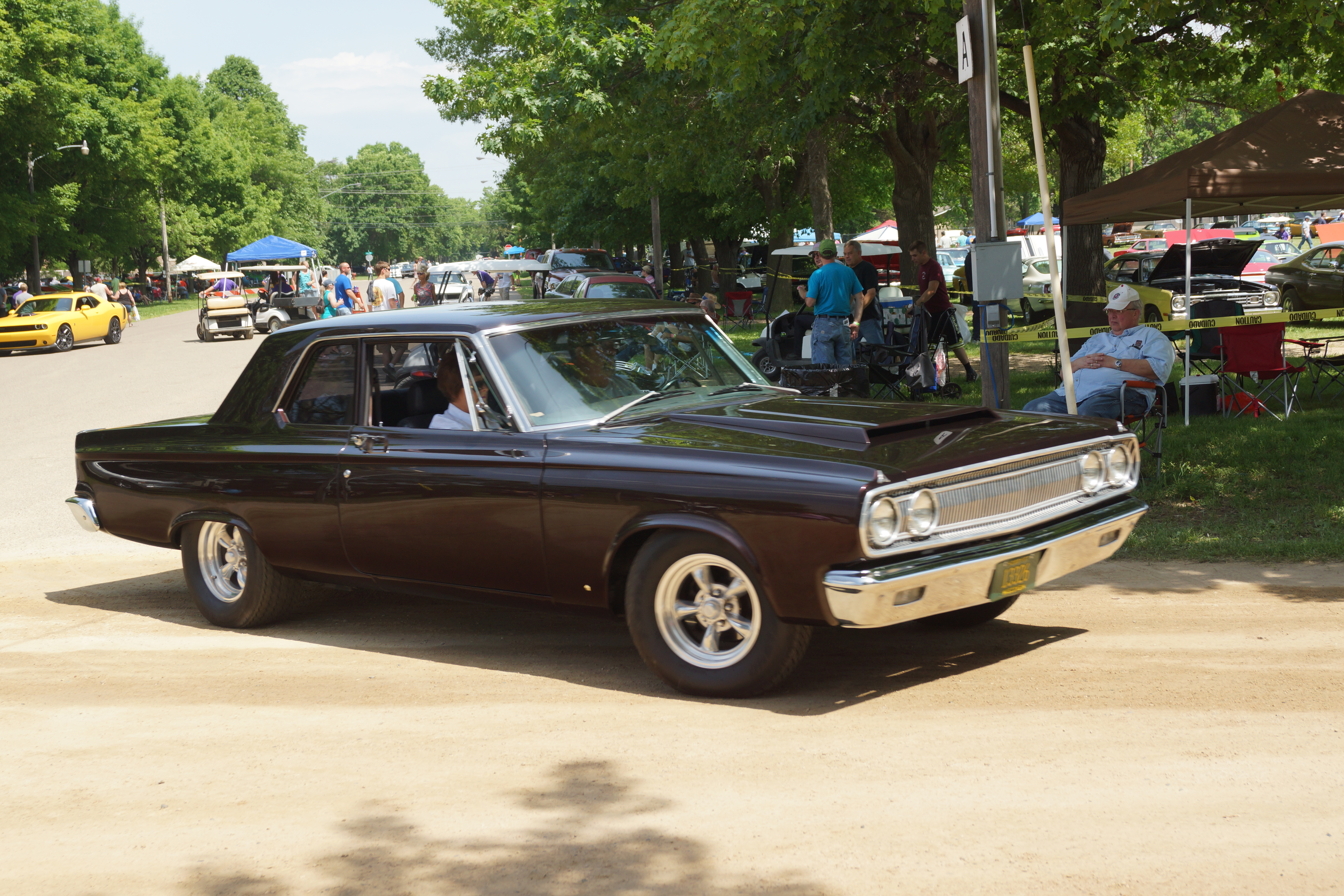
1965 Coupé
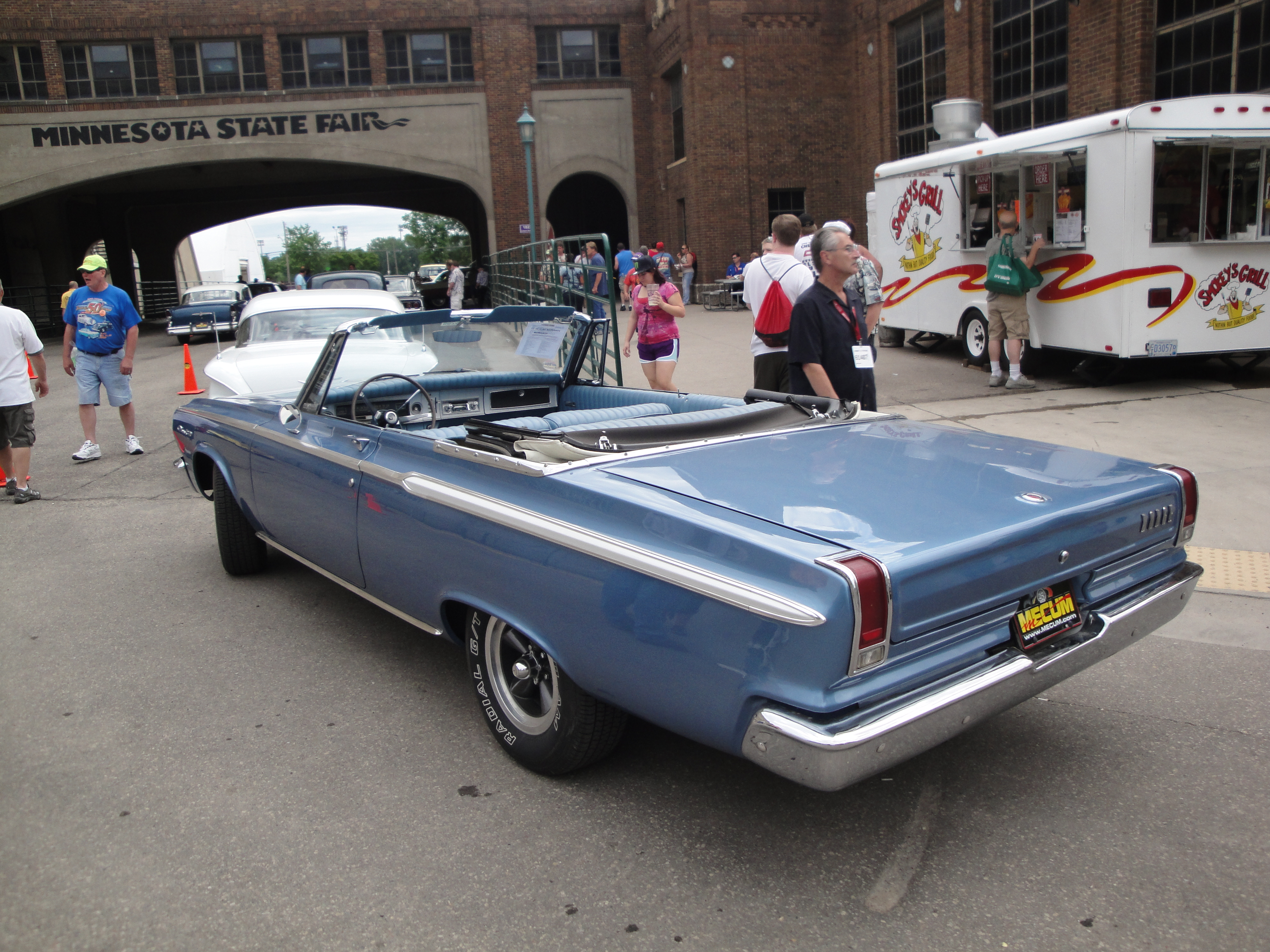
1965 Cabriolet
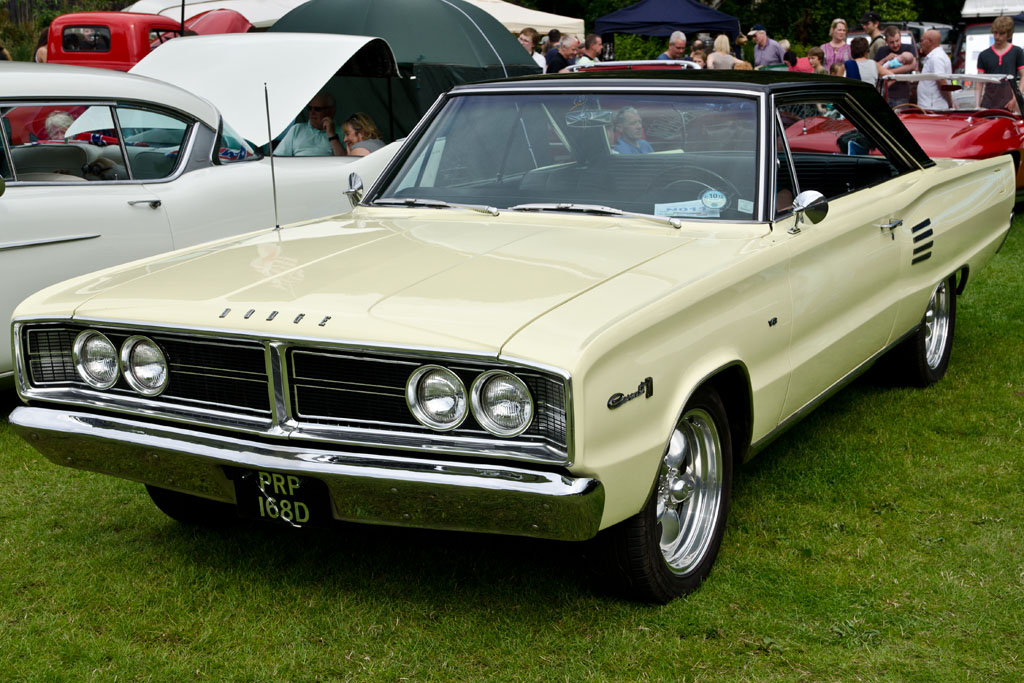
1966 Coupé
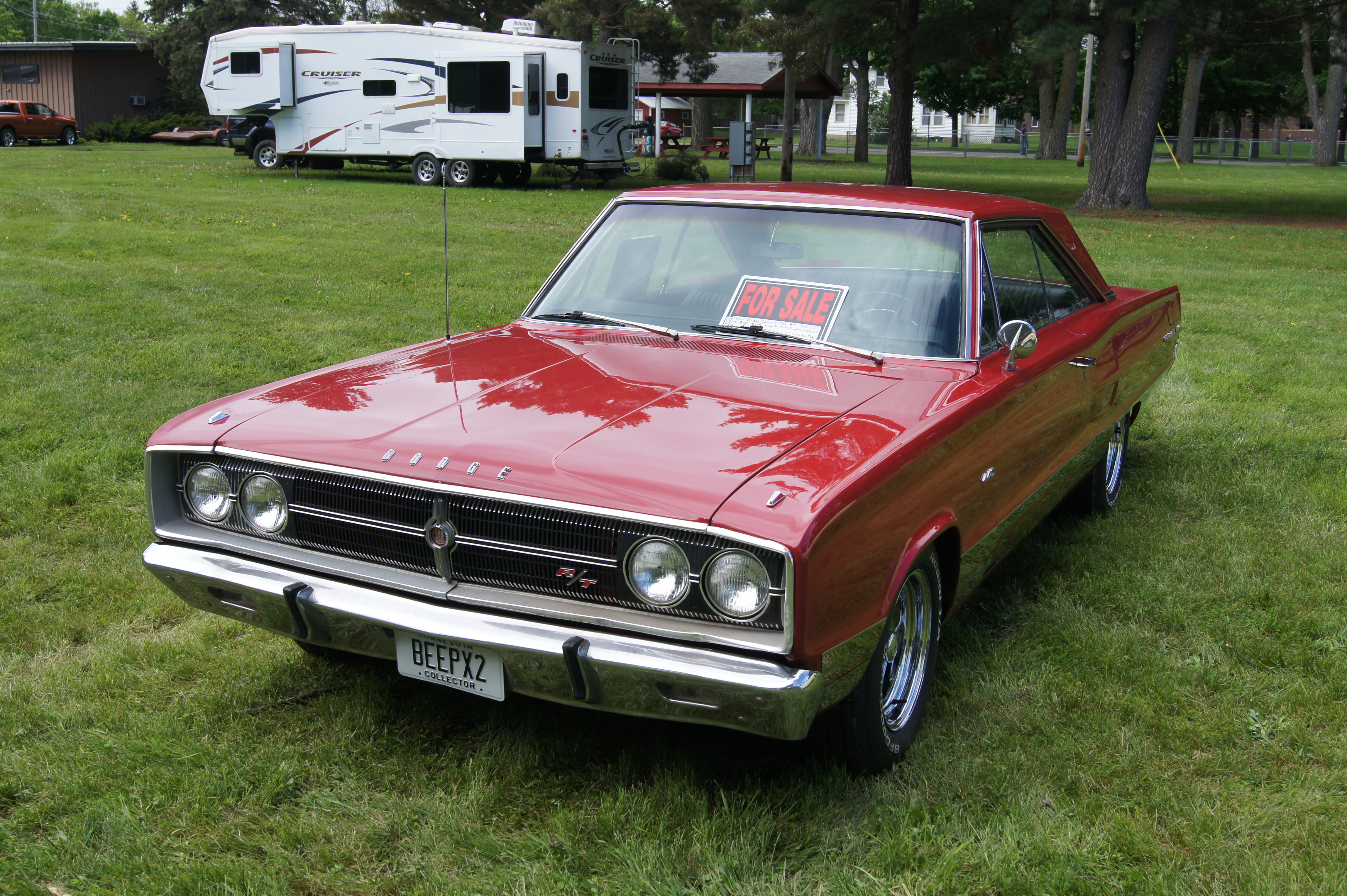
1967 500 R/T Coupé
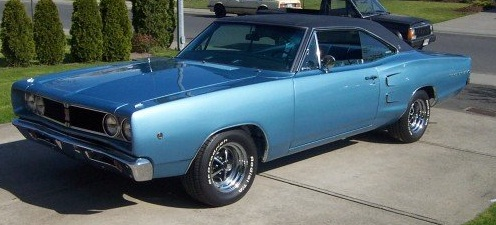
1968 Coupé
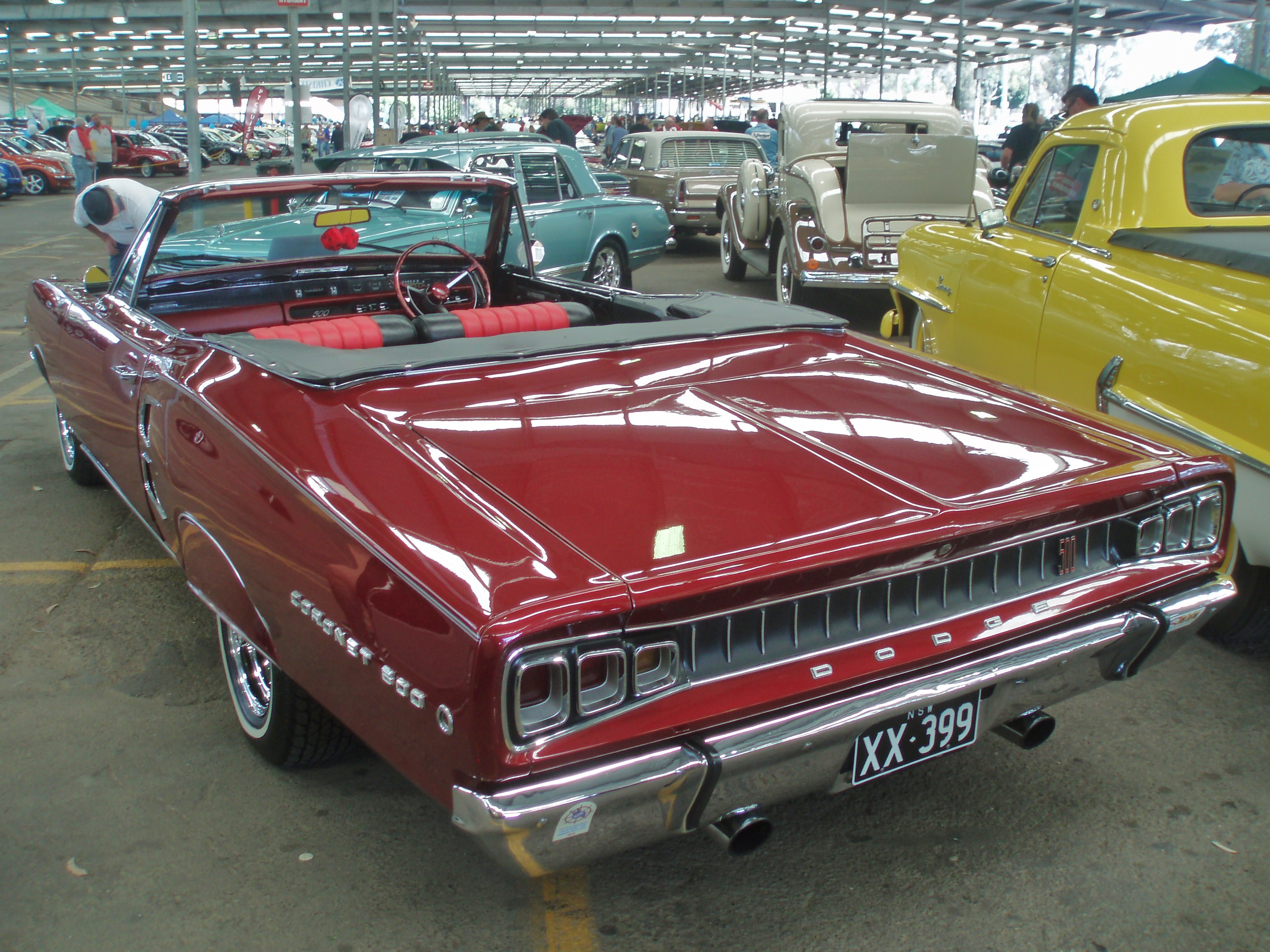
1968 500 Cabriolet
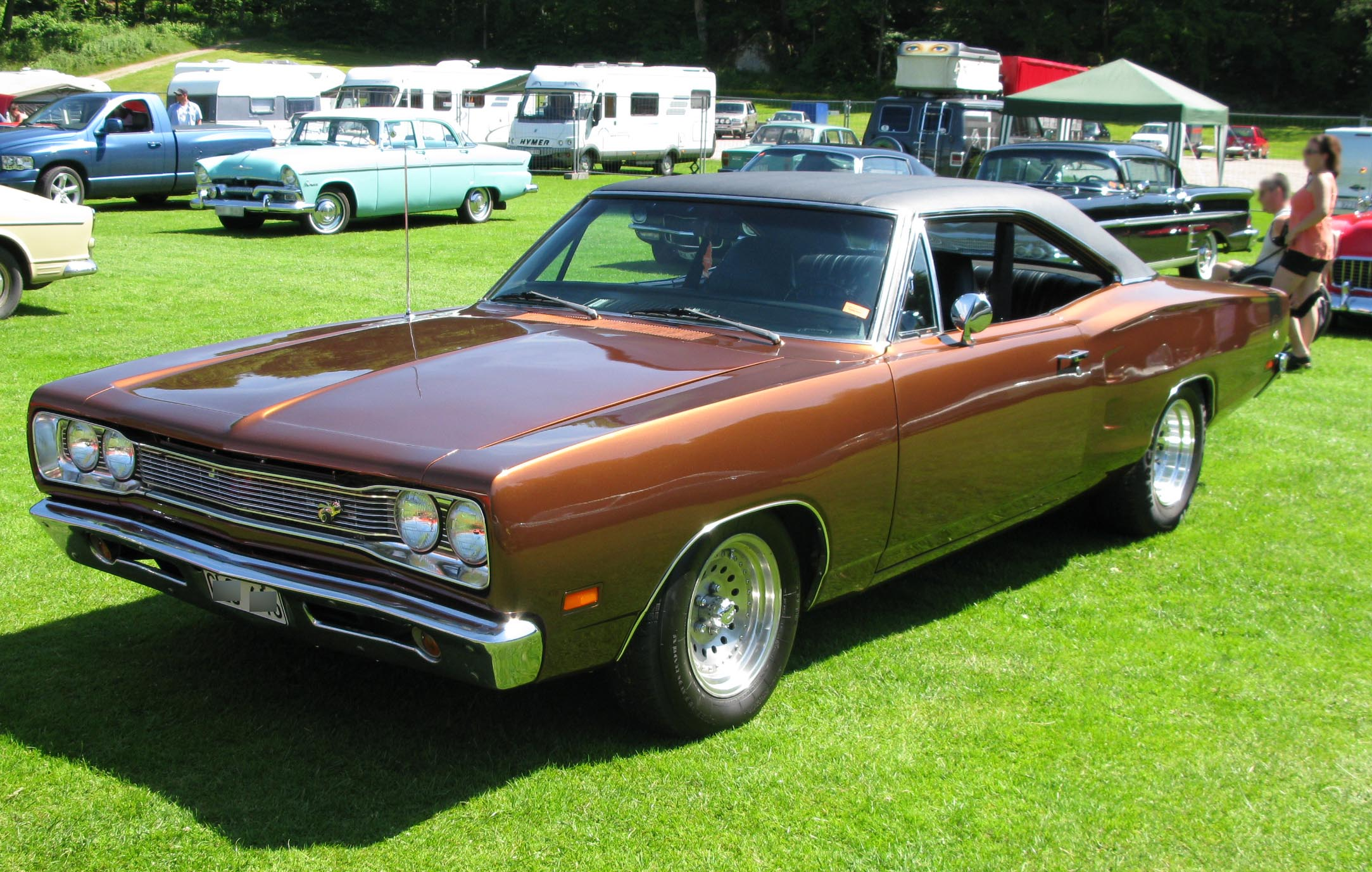
1969 Super Bee
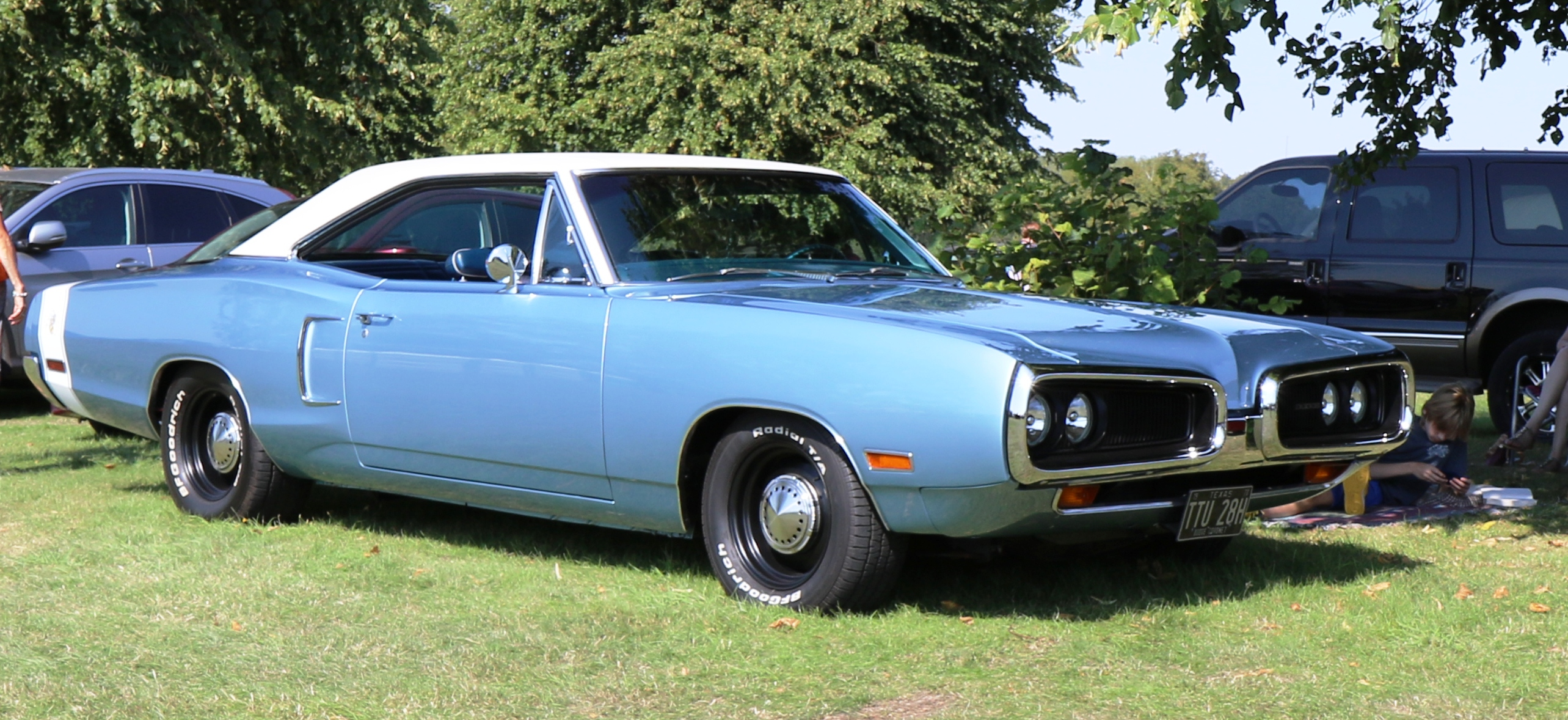
1970 Coupé
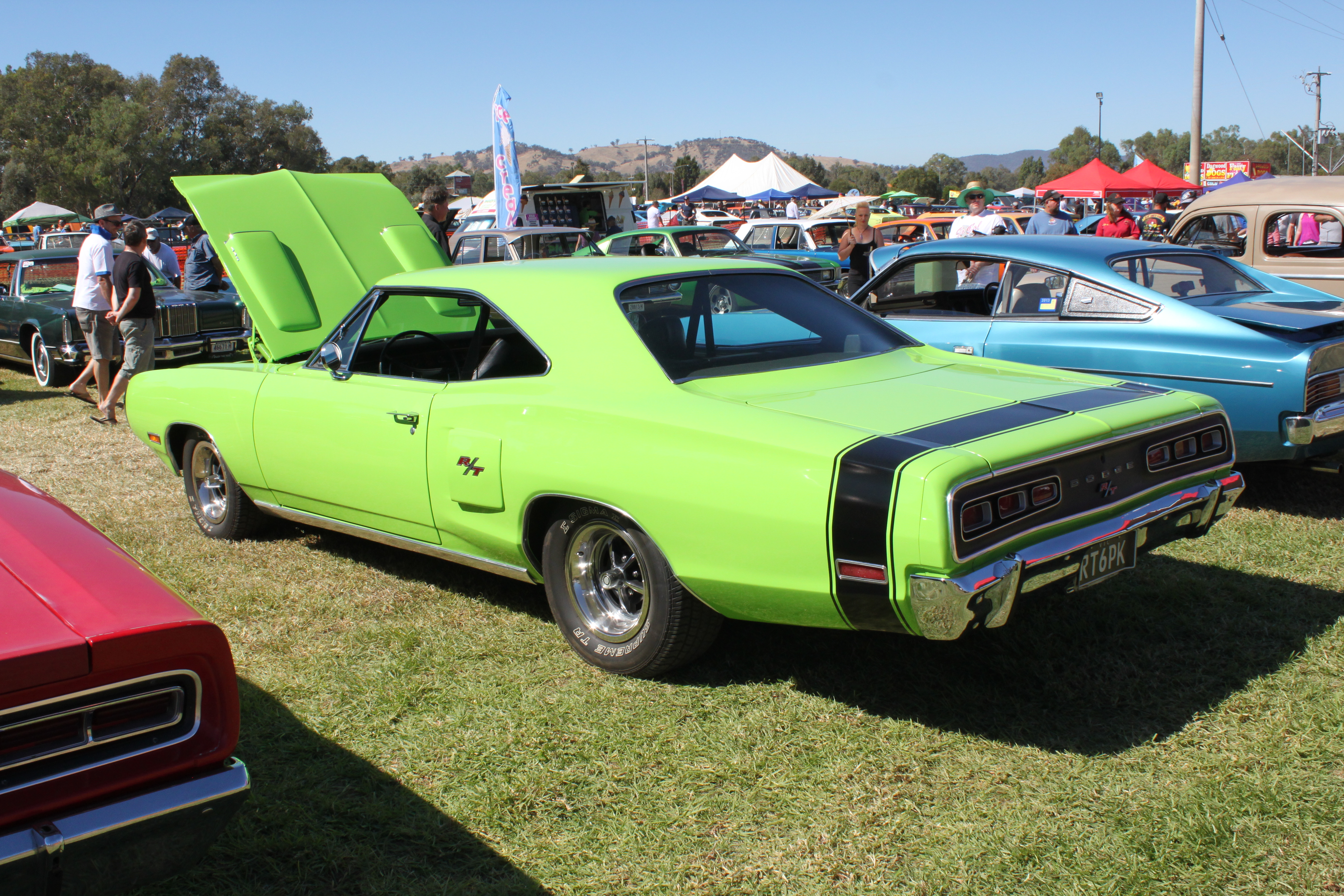
1970 R/T Coupé

## 6. Generation (1971–1974)

### 1971
Optisch gab es wieder einige Veränderungen. Der neue Coronet war ein Zwilling des viertürigen Plymouth Satellite, hatte aber ein flüssigeres Design. Der Grill wurde wieder als durchgängiges Gitter ausgeführt, in dem die Scheinwerfer saßen, und der einen umlaufenden Chromrahmen besaß, der als Stoßstange diente. Der Coronet war, zusätzlich zu einer Custom Serie, wieder als Coronet erhältlich. Toplevel-Ausstattung bildeten der Coronet Brougham für die Limousinen und der Coronet Crestwood bei den Kombis. Es gab keine Coronet 440, 500 oder R/T-Modelle mehr, die Hardtop- und Coupé-Varianten wurde in die Charger-Modellreihe eingeordnet, gleiches traf auf den Super Bee zu. Ein Cabriolet war nicht mehr verfügbar.

### 1972
Leichte Überarbeitungen des Kühlergrills, der Scheinwerfer und der Rückleuchten folgten 1972. Ab diesem Zeitpunkt sanken die Verkaufszahlen stark bis auf 80.000–90.000 im Jahre 1973 (im Vergleich zu 196.242 Stück im Jahr 1968). Dies wird sowohl der Ölkrise als auch der Zusammenführung der Modelle von Dodge und Plymouth und der Gleichheit im Vergleich zu den anderen Modellen des Chrysler-Konzerns zugeschrieben.

### 1973
Zusätzlich zu den üblichen Veränderungen an Kühlergrill, Scheinwerfern, Rücklichtern und Innenausstattung führte Dodge das TorsionQuiet-System ein, das aus zusätzlichen Schalldämpfern und Gummilagern bestand, die für einen besseren Fahrkomfort und einen geringeren Geräuschpegel im Wageninneren sorgten.

### 1974
Vorder- und Rückseite des Wagens wurden überarbeitet, insbesondere der Heckstoßfänger, sodass er die 1974er-DOT-Vorschriften erfüllte.

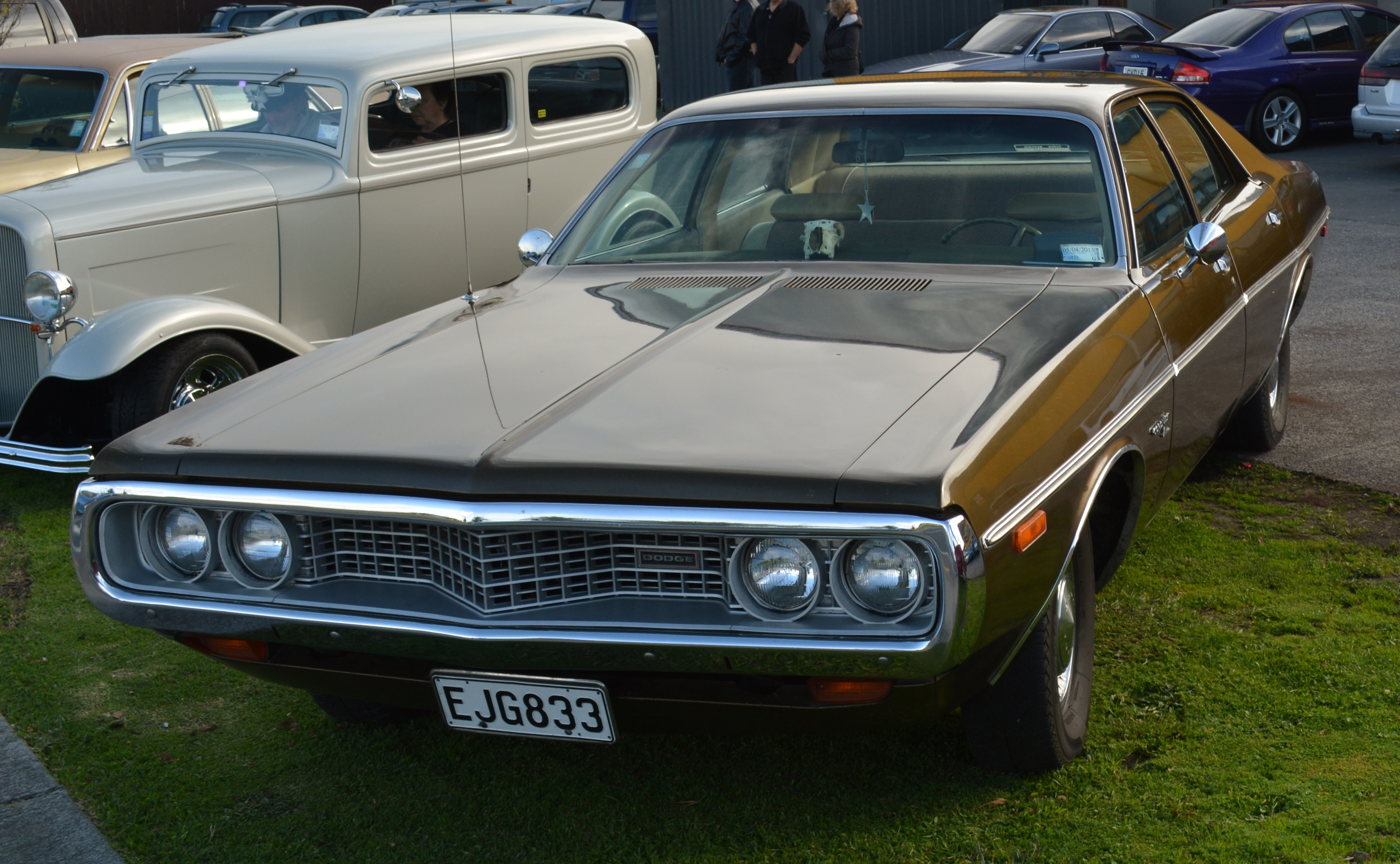
1972 Coronet Limousine
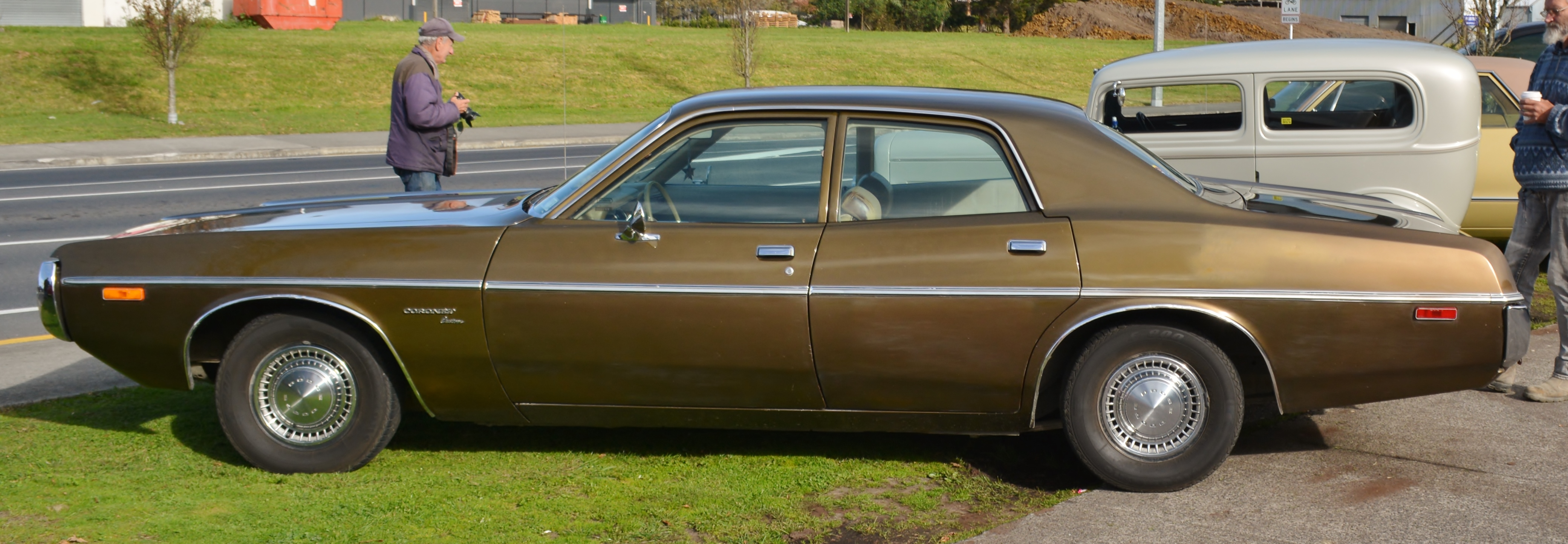
1972 Coronet Limousine
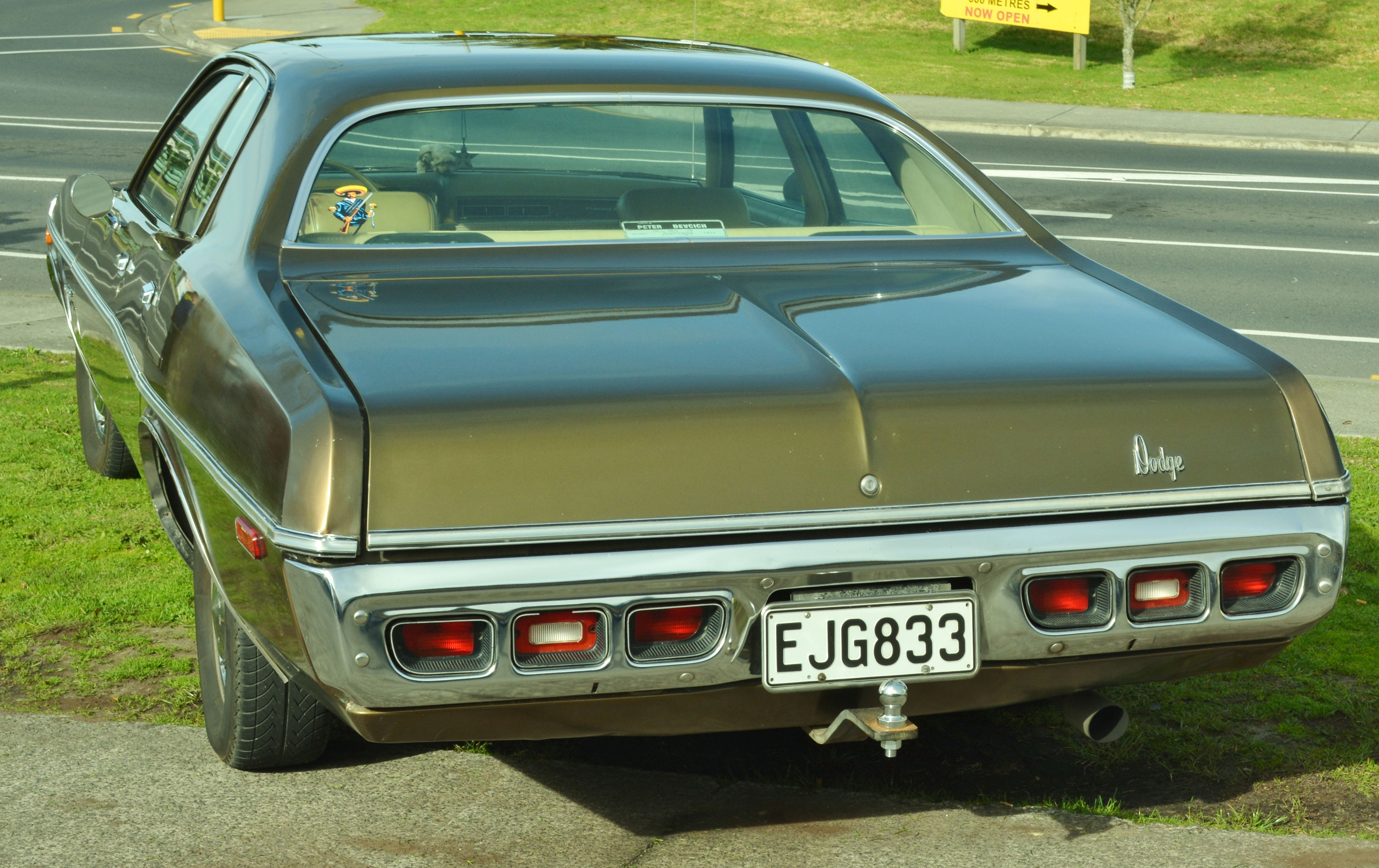
1972 Coronet Limousine
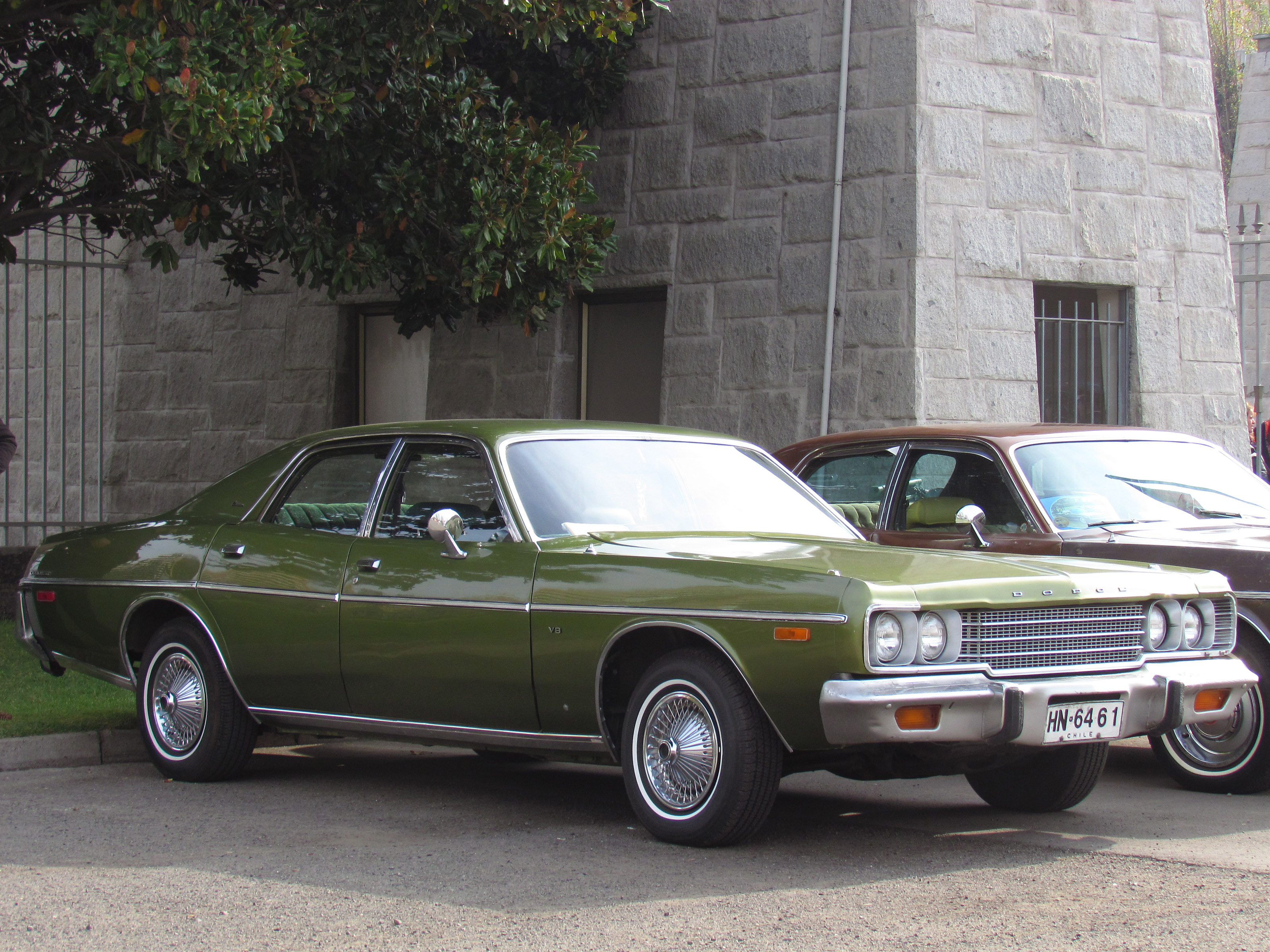
1974 Coronet Custom Limousine

## 7. Generation (1975–1976)
Das Styling der Limousine war die Basis für spätere Coronet-Modelle (und seines Zwillings, des Plymouth Fury) bis ins Modelljahr 1978.
1975 wurden die Wagen erneut überarbeitet. Der Karosseriekörper blieb weitgehend unverändert. Das gilt auch für die Coke-Bottle-Linie der Limousine, die auf das Jahr 1971 zurückgeht und die 1975 bereits veraltet war. Neu waren voluminösere Stoßfänger vorn und hinten. Die Vorderansicht bekam, wie die des Plymouth Fury, außerdem zwei runde Scheinwerfer. Das zweitürige Coronet-Coupé kehrte für ein Jahr zurück; es ersetzte den bisherigen Charger. 1976 war das letzte Jahr für den Coronet. Die Baureihe blieb technisch und stilistisch unverändert. Allerdings gliederte das Management das zweitürige Coupé wieder aus der Reihe aus: Es wurde 1976 wieder unter der Bezeichnung Dodge Charger verkauft. Es trat damit neben den Dodge Charger SE, der eine Ableitung des Chrysler Cordoba war. 1977 wurden die Coronet-Modelle in Monaco – bis dahin das größte Dodge-Modell – umbenannt und bekamen rechteckige Scheinwerfer und andere kleinere Änderungen, was zu einem sofortigen Verkaufserfolg wurde.
Die Produktion des Coronet bzw. des Monaco lief 1978 aus. Nachfolger war der Diplomat.

## 1980er-Jahre
Auf dem kolumbianischen Markt hieß der Dodge Diplomat Dodge Coronet.

## Im Film
- In Point Blank fährt Lee Marvin einen 1967er Dodge Coronet Kombi.
- In A Guide for the Married Man fährt Walter Matthau eine 1967er Dodge-Coronet-Limousine.
- In King of the Hill fährt Boomhauer ein Modell aus den späten 1960ern.
- In Dukes of Hazzard war der Polizeiwagen, den Rosco P. Coltrane und Deputy Enos Strait fahren, ein Dodge Coronet.